# Liste des matchs de l'équipe de Suède de football par adversaire
Cette liste présente les matchs de l'équipe de Suède de football par adversaire rencontré. Lorsqu'une rivalité footballistique particulière existe entre la Suède et un autre pays, une page spécifique est parfois proposée.
- Haut – A
- B
- C
- D
- E
- F
- G
- H
- I
- J
- K
- L
- M
- N
- O
- P
- Q
- R
- S
- T
- U
- V
- W
- X
- Y
- Z

## A

### Albanie
|   | Date             | Lieu   | Match          | Score | Compétition                                           |
| 1 | 5 novembre 1988  | Tirana | Albanie- Suède | 1 - 2 | Qualifications pour la Coupe du monde 1990 (Groupe 2) |
| 2 | 8 octobre 1989   | Solna  | Suède- Albanie | 3 - 1 | Qualifications pour la Coupe du monde 1990 (Groupe 2) |
| 3 | 18 février 2004  | Tirana | Albanie- Suède | 2 - 1 | Match amical                                          |
| 4 | 6 septembre 2008 | Tirana | Albanie- Suède | 0 - 0 | Qualifications pour la Coupe du monde 2010 (Groupe 1) |
| 5 | 14 octobre 2009  | Solna  | Suède- Albanie | 4 - 1 | Qualifications pour la Coupe du monde 2010 (Groupe 1) |

#### Bilan
| Rang | Équipe  | Pts | J | G | N | P | Bp | Bc | Diff |
| ---- | ------- | --- | - | - | - | - | -- | -- | ---- |
| 1    | Suède   | 10  | 5 | 3 | 1 | 1 | 10 | 5  | +5   |
| 2    | Albanie | 4   | 5 | 1 | 1 | 3 | 5  | 10 | -5   |

### Algérie
|   | Date             | Lieu            | Match           | Score | Compétition  |
| 1 | 19 mai 1975      | Halmstad, Suède | Suède - Algérie | 4 - 0 | Match amical |
| 2 | 2 mars 1976      | Alger, Algérie  | Algérie - Suède | 0 - 2 | Match amical |
| 3 | 31 mai 1989      | Orebro, Suède   | Suède - Algérie | 2 - 0 | Match amical |
| 4 | 11 avril 1990    | Alger, Algérie  | Algérie - Suède | 1 - 1 | Match amical |
| 5 | 19 novembre 2022 | Malmö, Suède    | Suède - Algérie | 2 - 0 | Match amical |

| Rencontres | Victoires | Nuls | Défaites | Buts pour | Buts contre | Différence |
| ---------- | --------- | ---- | -------- | --------- | ----------- | ---------- |
| 5          | 4         | 1    | 0        | 9         | 1           | +8         |

### Allemagne
|    | Date              | Lieu                                | Match             | Score | Compétition                                          |
| 1  | 18 juin 1911      | Solna, Suède                        | Suède - Allemagne | 2 - 4 | Match amical                                         |
| 2  | 29 octobre 1911   | Hambourg, Allemagne                 | Allemagne - Suède | 1 - 3 | Match amical                                         |
| 3  | 29 juin 1923      | Stockholm, Suède                    | Suède - Allemagne | 2 - 1 | Match amical                                         |
| 4  | 31 août 1924      | Berlin, Allemagne                   | Allemagne - Suède | 1 - 4 | Match amical                                         |
| 5  | 21 juin 1925      | Stockholm, Suède                    | Suède - Allemagne | 1 - 0 | Match amical                                         |
| 6  | 20 juin 1926      | Nuremberg, Allemagne                | Allemagne - Suède | 3 - 3 | Match amical                                         |
| 7  | 30 septembre 1928 | Stockholm, Suède                    | Suède - Allemagne | 2 - 0 | Match amical                                         |
| 8  | 23 juin 1929      | Cologne, Allemagne                  | Allemagne - Suède | 3 - 0 | Match amical                                         |
| 9  | 17 juin 1931      | Stockholm, Suède                    | Suède - Allemagne | 0 - 0 | Match amical                                         |
| 10 | 25 septembre 1932 | Nuremberg, Allemagne                | Allemagne - Suède | 4 - 3 | Match amical                                         |
| 11 | 31 mai 1934       | Milan, Suède                        | Allemagne - Suède | 2 - 1 | Coupe du monde 1934 (Quart de finale)                |
| 12 | 30 juin 1935      | Stockholm, Suède                    | Suède - Allemagne | 3 - 1 | Match amical                                         |
| 13 | 21 novembre 1937  | Hambourg, Reich allemand            | Allemagne - Suède | 5 - 0 | Qualification pour la Coupe du monde 1938 (Groupe 1) |
| 14 | 5 octobre 1941    | Solna, Suède                        | Suède - Allemagne | 4 - 2 | Match amical                                         |
| 15 | 20 septembre 1942 | Berlin, Reich allemand              | Allemagne -Suède  | 2 - 3 | Match amical                                         |
| 16 | 30 juin 1956      | Solna, Suède                        | Suède - RFA       | 2 - 2 | Match amical                                         |
| 17 | 20 novembre 1957  | Hambourg, Allemagne de l'Ouest      | RFA - Suède       | 1 - 0 | Match amical                                         |
| 18 | 24 juin 1958      | Göteborg, Suède                     | Suède - RFA       | 3 - 1 | Coupe du monde 1938 (Demi-finale)                    |
| 19 | 3 novembre 1963   | Solna, Suède                        | Suède - RFA       | 2 - 1 | Match amical                                         |
| 20 | 4 novembre 1964   | Berlin, Allemagne de l'Ouest        | RFA - Suède       | 1 - 1 | Qualification pour la Coupe du monde 1966 (Groupe 2) |
| 21 | 26 septembre 1965 | Solna, Suède                        | Suède - RFA       | 1 - 2 | Qualification pour la Coupe du monde 1966 (Groupe 2) |
| 22 | 27 juin 1971      | Göteborg, Suède                     | Suède - RFA       | 1 - 0 | Match amical                                         |
| 23 | 1er mai 1974      | Hambourg, Allemagne de l'Ouest      | RFA - Suède       | 2 - 0 | Match amical                                         |
| 24 | 30 juin 1974      | Düsseldorf, Allemagne de l'Ouest    | RFA - Suède       | 4 - 2 | Coupe du monde 1974 (Second tour, groupe A)          |
| 25 | 19 avril 1978     | Solna, Suède                        | Suède - RFA       | 3 - 1 | Match amical                                         |
| 26 | 17 octobre 1984   | Cologne, Allemagne de l'Ouest       | RFA - Suède       | 2 - 0 | Qualification pour la Coupe du monde 1986 (Groupe 2) |
| 27 | 25 septembre 1985 | Solna, Suède                        | Suède - RFA       | 2 - 2 | Qualification pour la Coupe du monde 1986 (Groupe 2) |
| 28 | 14 octobre 1987   | Gelsenkirchen, Allemagne de l'Ouest | RFA - Suède       | 1 - 1 | Match amical                                         |
| 29 | 31 mars 1988      | Berlin, Allemagne de l'Ouest        | RFA - Suède       | 1 - 1 | Match amical (Tournoi des quatre nations)            |
| 30 | 10 octobre 1990   | Solna, Suède                        | Suède - Allemagne | 1 - 3 | Match amical                                         |
| 31 | 21 juin 1992      | Solna, Suède                        | Suède - Allemagne | 2 - 3 | Euro 1992 (Demi-finale)                              |
| 32 | 24 juin 2006      | Munich, Allemagne                   | Allemagne - Suède | 2 - 0 | Coupe du monde 2006 (Huitième de finale)             |
| 33 | 16 août 2006      | Gelsenkirchen, Allemagne            | Allemagne - Suède | 3 - 0 | Match amical                                         |
| 34 | 17 novembre 2010  | Göteborg, Suède                     | Suède - Allemagne | 0 - 0 | Match amical                                         |
| 35 | 16 octobre 2012   | Berlin, Allemagne                   | Allemagne - Suède | 4 - 4 | Qualification pour la Coupe du monde 2014 (Groupe C) |
| 36 | 15 octobre 2013   | Solna, Suède                        | Suède - Allemagne | 3 - 5 | Qualification pour la Coupe du monde 2014 (Groupe C) |
| 37 | 23 juin 2018      | Sotchi, Russie                      | Allemagne - Suède | 2 - 1 | Coupe du monde 2018 (Groupe F)                       |

| Rencontres | Victoires | Nuls | Défaites | Buts pour | Buts contre | Différence |
| ---------- | --------- | ---- | -------- | --------- | ----------- | ---------- |
| 37         | 12        | 9    | 16       | 61        | 72          | -11        |

### Allemagne de l'Est
| Date          | Lieu                          | Match       | Score | Compétition  |
| 27 avril 1966 | Leipzig ( Allemagne de l'Est) | RDA - Suède | 4-1   | Match amical |
| 17 mai 1967   | Helsingborg ( Suède)          | Suède - RDA | 0-1   | Match amical |
| 17 août 1977  | Stockholm ( Suède)            | Suède - RDA | 0-1   | Match amical |
| 4 avril 1978  | Leipzig ( Allemagne de l'Est) | RDA - Suède | 0-1   | Match amical |
| 19 mai 1982   | Halmstad ( Suède)             | Suède - RDA | 2-2   | Match amical |

Bilan
- Total de matchs disputés : 5
- Victoires de la RDA : 3
- Victoires de la Suède : 1
- Matchs nuls : 1

### Angleterre
Confrontations en matchs officiels entre l'Angleterre et la Suède :
| Date              | Lieu                  | Match              | Score | Compétition                                |
| 21 mai 1923       | Stockholm Suède       | Suède - Angleterre | 2-4   | Match amical                               |
| 17 mai 1937       | Stockholm Suède       | Suède - Angleterre | 0-4   | Match amical                               |
| 19 novembre 1947  | Londres Angleterre    | Angleterre - Suède | 4-2   | Match amical                               |
| 13 mai 1949       | Stockholm Suède       | Suède - Angleterre | 3-1   | Match amical                               |
| 16 mai 1956       | Stockholm Suède       | Suède - Angleterre | 0-0   | Match amical                               |
| 28 octobre 1959   | Londres Angleterre    | Angleterre - Suède | 2-3   | Match amical                               |
| 16 mai 1965       | Göteborg Suède        | Suède - Angleterre | 1-2   | Match amical                               |
| 22 mai 1968       | Londres Angleterre    | Angleterre - Suède | 3-1   | Match amical                               |
| 10 juin 1979      | Stockholm Suède       | Suède - Angleterre | 0-0   | Match amical                               |
| 10 septembre 1986 | Stockholm Suède       | Suède - Angleterre | 1-0   | Match amical                               |
| 19 octobre 1988   | Londres Angleterre    | Angleterre - Suède | 0-0   | Qualifications pour la Coupe du monde 1990 |
| 6 septembre 1989  | Stockholm Suède       | Suède - Angleterre | 0-0   | Qualifications pour la Coupe du monde 1990 |
| 17 juin 1992      | Stockholm Suède       | Suède - Angleterre | 2-1   | Euro 1992 (Groupe A)                       |
| 8 juin 1995       | Leeds Angleterre      | Angleterre - Suède | 3-3   | Coupe Umbro                                |
| 5 septembre 1998  | Solna Suède           | Suède - Angleterre | 2-1   | Qualifications pour l'Euro 2000            |
| 5 juin 1999       | Londres Angleterre    | Angleterre - Suède | 0-0   | Qualifications pour l'Euro 2000            |
| 10 novembre 2001  | Manchester Angleterre | Angleterre - Suède | 1-1   | Match amical                               |
| 2 juin 2002       | Saitama Japon         | Angleterre - Suède | 1-1   | Coupe du monde 2002 (Groupe F)             |
| 31 mars 2004      | Göteborg Suède        | Suède - Angleterre | 1-0   | Match amical                               |
| 20 juin 2006      | Cologne Allemagne     | Angleterre - Suède | 2-2   | Coupe du monde 2006 (Groupe B)             |
| 15 novembre 2011  | Wembley Angleterre    | Angleterre - Suède | 1-0   | Match amical                               |
| 15 juin 2012      | Kiev Ukraine          | Suède - Angleterre | 2-3   | Euro 2012 (Groupe D)                       |
| 7 juillet 2018    | Samara                | Suède - Angleterre | 0-2   | FIFA 2018 WORLD CUP                        |

Bilan partiel
- Total de matchs disputés : 23
- Victoires de l'équipe d'Angleterre : 8
- Victoires de l'équipe de Suède : 6
- Matchs nuls : 9

### Argentine
| Date         | Lieu    | Match             | Score | Compétition                      |
| 27 mai 1934  | Bologne | Suède - Argentine | 3-2   | Coupe du monde 1934 (1/8 finale) |
| 12 juin 2002 | Miyagi  | Argentine - Suède | 1-1   | Coupe du monde 2002 (Groupe F)   |

Bilan partiel
- Total de matchs disputés : 2
- Victoires de l'équipe d'Argentine : 0
- Matchs nuls : 1
- Victoires de l'équipe de Suède : 1
- Total de buts marqués par l'équipe d'Argentine : 3
- Total de buts marqués par  l'équipe de Suède : 4

### Australie
| Date            | Lieu                | Match             | Score | Compétition  |
| 26 janvier 1992 | Sydney Australie    | Australie - Suède | 0-0   | Match amical |
| 29 janvier 1992 | Adélaïde Australie  | Australie - Suède | 1-0   | Match amical |
| 2 février 1992  | Melbourne Australie | Australie - Suède | 1-0   | Match amical |
| 25 février 1996 | Brisbane Australie  | Australie - Suède | 0-2   | Match amical |
| 28 février 1996 | Brisbane Australie  | Australie - Suède | 1-0   | Match amical |

Bilan
- Total de matchs disputés : 5
- Victoires de l'équipe d'Australie : 3
- Victoires de l'équipe de Suède : 1
- Match nul : 1

### Autriche
| Date             | Lieu         | Match            | Score | Compétition                                            |
| 7 juin 1978      | Buenos Aires | Autriche - Suède | 1-0   | Coupe du monde 1978 (Groupe 3)                         |
| 6 septembre 1997 | Vienne       | Autriche - Suède | 1 - 0 | Qualifications pour la Coupe du monde de football 1998 |
| 29 mars 2000     | Graz         | Autriche - Suède | 1-1   | (Amical)                                               |
| 11 février 2009  | Vienne       | Autriche - Suède | 0-2   | (Amical)                                               |
| 7 juin 2013      | Vienne       | Autriche - Suède | 2-1   | Qualifications pour la Coupe du monde 2014             |
| 11 octobre 2013  | Solna        | Suède - Autriche | 2-1   | Qualifications pour la Coupe de monde 2014             |
| 8 septembre 2014 | Vienne       | Autriche - Suède | 1-1   | Qualifications pour l'Euro 2016 (Groupe G)             |
| 8 septembre 2015 | Solna        | Suède - Autriche | 1-4   | Qualifications pour l'Euro 2016 (Groupe G)             |

Bilan partiel
- Total de matchs disputés : 8
- Victoires de l'équipe d'Autriche : 4
- Victoires de l'équipe de Suède : 2
- Match nul : 2

À noter qu'un huitième de la finale de la Coupe du monde 1938 devait opposer l'Autriche et la Suède, mais l'Autriche ayant déclaré forfait à la suite de l'Anschluss, le match n'eut pas lieu.

### Azerbaïdjan

#### Confrontations
Confronations entre le Azerbaïdjan et la Suède en matchs officiels :
|   | Date           | Lieu  | Match               | Score | Compétition                                            |
| - | -------------- | ----- | ------------------- | ----- | ------------------------------------------------------ |
| 1 | 7 octobre 2001 | Solna | Suède - Azerbaïdjan | 3-0   | Qualifications pour la Coupe du monde de football 2022 |
| 2 | 27 mars 2023   | Solna | Suède - Azerbaïdjan | 5-0   | Qualifications pour le Championnat d'Europe 2024       |

Bilan Partiel
- Total de matchs disputes : 2
- Victoires de l'équipe d'Azerbaïdjan : 0
- Victoires de l'équipe de Suède : 2
- Match nul : 0
- Total de buts de marqués par le Azerbaïdjan : 0
- Total de buts de marqués par la Suède : 8

## B

### Barbade

#### Confrontations
Confrontations entre la Barbade et la Suède en matchs officiels :
|   | Date             | Lieu       | Match           | Score | Compétition  |
| - | ---------------- | ---------- | --------------- | ----- | ------------ |
| 1 | 19 novembre 1983 | Bridgetown | Barbade - Suède | 0-4   | Match amical |

#### Bilan
Au 28 juillet 2018 :
- Total de matchs disputés : 1
- Victoires de la Barbade : 0
- Matchs nuls : 0
- Victoires de la Suède : 1
- Total de buts marqués par la Barbade : 0
- Total de buts marqués par la Suède : 4

### Belgique

#### Confrontations
Confrontations entre la Belgique et la Suède en matchs officiels :
| Date              | Lieu      | Match            | Score | Compétition                                           |
| ----------------- | --------- | ---------------- | ----- | ----------------------------------------------------- |
| 26 octobre 1908   | Bruxelles | Belgique - Suède | 2-1   | Match amical [1]                                      |
| 29 mai 1924       | Colombes  | Suède - Belgique | 8-1   | Jeux Olympiques 1924 (Huitièmes de finale)            |
| 3 avril 1927      | Bruxelles | Belgique - Suède | 2-1   | Match amical                                          |
| 4 septembre 1927  | Stockholm | Suède - Belgique | 7-0   | Match amical                                          |
| 28 septembre 1930 | Liège     | Belgique - Suède | 2-2   | Match amical                                          |
| 12 juin 1932      | Stockholm | Suède - Belgique | 3-1   | Match amical                                          |
| 17 novembre 1935  | Bruxelles | Belgique - Suède | 5-1   | Match amical                                          |
| 28 mai 1953       | Stockholm | Suède - Belgique | 2-3   | Qualifications pour la Coupe du monde 1954 (Groupe 2) |
| 8 octobre 1953    | Bruxelles | Belgique - Suède | 2-0   | Qualifications pour la Coupe du monde 1954 (Groupe 2) |
| 19 octobre 1960   | Stockholm | Suède - Belgique | 2-0   | Qualifications pour la Coupe du monde 1962 (Groupe 1) |
| 4 octobre 1961    | Bruxelles | Belgique - Suède | 0-2   | Qualifications pour la Coupe du monde 1962 (Groupe 1) |
| 21 février 1990   | Liège     | Belgique - Suède | 0-0   | Match amical                                          |
| 10 juin 2000      | Bruxelles | Belgique - Suède | 2-1   | Euro 2000 (Groupe B) [2]                              |
| 1er juin 2014     | Stockholm | Suède - Belgique | 0-2   | Match amical [3]                                      |
| 22 juin 2016      | Nice      | Suède - Belgique | 0-1   | Euro 2016 (Groupe E)                                  |
| 24 mars 2023      | Solna     | Suède - Belgique | 0-3   | Qualifications pour le Championnat d'Europe 2024      |

#### Bilan complet
- Total de matchs disputés : 16
- Victoires de la Belgique : 9
- Victoires de la Suède : 5
- matchs nuls : 2
- Buts marqués par la Belgique : 26
- Buts marqués par la Suède : 30

#### Commentaires
1  : Premier match contre une équipe A d'un autre pays que la France ou les Pays-Bas. C'est aussi le seul match de Vahram Kevorkian, alors qu'il était encore Arménien.
2  : Émile Mpenza inscrit le 1000e but de la Belgique.
3  : Première sélection pour Divock Origi

### Biélorussie
Les confrontations Biélorussie-Suède
| Date             | Lieu              | Match             | Score | Compétition                                                       |
| 1er juin 1996    | Solna Suède       | Suède-Biélorussie | 5-1   | Qualifications pour la Coupe du monde de football 1998 (Groupe 4) |
| 20 août 1997     | Minsk Biélorussie | Biélorussie-Suède | 1-2   | Qualifications pour la Coupe du monde de football 1998 (Groupe 4) |
| 2 juin 2010      | Minsk Biélorussie | Biélorussie-Suède | 0-1   | Match amical                                                      |
| 25 mars 2017     | Solna Suède       | Suède-Biélorussie | 4-0   | Qualifications pour la Coupe du monde de football 2018 (Groupe A) |
| 3 septembre 2017 | Minsk Biélorussie | Biélorussie-Suède | 0-4   | Qualifications pour la Coupe du monde de football 2018 (Groupe A) |

### Brésil
Brésil-Suède est la rencontre la plus disputée de l'histoire de la Coupe du monde avec 7 confrontations lors de l'épreuve reine. Le Brésil est la bête noire de la Suède en coupe du monde de football : en sept confrontations en coupe du monde de football, la Suède n'a jamais battu le Brésil. Le bilan est favorable au Brésil avec cinq victoires et deux nuls. En 1938, le Brésil battait déjà la Suède (4-2) dans un match de classement pour la troisième place. En 1950, le Brésil écrasait la Suède (7-1) dans le tournoi final à quatre. En 1958, le Brésil remportait la coupe du monde en battant la Suède en finale (5-2) qui évoluait à domicile. En 1978 au premier tour, les deux équipes faisaient match nul 1-1. En 1990, le Brésil gagnait un nouveau match (2-1) au premier tour. Enfin, en 1994, une double confrontation eut lieu. Au premier tour, les deux équipes se neutralisaient (1-1) avant de se retrouver dans une demi-finale qui fut favorable au Brésil (1-0).
| Date            | Lieu           | Match          | Score | Compétition                                  |
| 19 juin 1938    | Bordeaux       | Brésil - Suède | 4-2   | Coupe du monde 1938 (Match pour la 3e place) |
| 9 juillet 1950  | Rio de Janeiro | Brésil - Suède | 7-1   | Coupe du monde 1950 (Poule finale)           |
| 29 juin 1958    | Solna          | Suède - Brésil | 2-5   | Coupe du monde 1958 (Finale)                 |
| 30 juin 1965    | Solna          | Suède - Brésil | 1-2   | Match amical                                 |
| 30 juin 1966    | Göteborg       | Suède - Brésil | 2-3   | Match amical                                 |
| 25 juin 1973    | Solna          | Suède - Brésil | 1-0   | Match amical                                 |
| 3 juin 1978     | Mar del Plata  | Brésil - Suède | 1-1   | Coupe du monde 1978 (Groupe C)               |
| 22 juin 1983    | Göteborg       | Suède - Brésil | 3-3   | Match amical                                 |
| 16 juin 1989    | Copenhague     | Suède - Brésil | 2-1   | Match amical                                 |
| 10 juin 1990    | Turin          | Brésil - Suède | 2-1   | Coupe du monde 1990 (Groupe C)               |
| 28 juin 1994    | Pontiac        | Brésil - Suède | 1-1   | Coupe du monde 1994 (Groupe B)               |
| 13 juillet 1994 | Pasadena       | Brésil - Suède | 1-0   | Coupe du monde 1994 (Demi-finale)            |
| 4 juin 1995     | Birmingham     | Brésil - Suède | 1-0   | Match amical                                 |
| 26 mars 2008    | Londres        | Suède - Brésil | 0-1   | Match amical                                 |
| 15 août 2012    | Solna          | Suède - Brésil | 0-3   | Match amical                                 |

Bilan partiel
- Total de matchs disputés : 15
- Victoires de l'équipe du Brésil : 10
- Victoires de l'équipe de Suède : 2
- Match nuls : 3

### Bulgarie
| Date              | Lieu                            | Match            | Score | Compétition                                               |
| 11 juin 1967      | Solna Suède                     | Suède - Bulgarie | 0-2   | Éliminatoires du Championnat d'Europe de football 1968    |
| 12 novembre 1967  | Sofia Bulgarie                  | Bulgarie - Suède | 3-0   | Éliminatoires du Championnat d'Europe de football 1968    |
| 15 juin 1974      | Düsseldorf Allemagne de l'Ouest | Bulgarie - Suède | 0-0   | Coupe du monde 1974 (Groupe C)                            |
| 26 septembre 1990 | Suède                           | Suède - Bulgarie | 2-0   | Match amical                                              |
| 7 octobre 1992    | Solna Suède                     | Suède - Bulgarie | 2-0   | Tours préliminaires à la Coupe du monde de football 1994  |
| 8 septembre 1993  | Sofia Bulgarie                  | Bulgarie - Suède | 1-1   | Tours préliminaires à la Coupe du monde de football 1994  |
| 16 juillet 1994   | Pasadena États-Unis             | Suède - Bulgarie | 4-0   | Coupe du monde 1994 (Match pour la 3e place)              |
| 14 octobre 1998   | Bourgas Bulgarie                | Bulgarie - Suède | 0-1   | Éliminatoires du Championnat d'Europe de football 2000    |
| 4 septembre 1999  | Solna Suède                     | Suède - Bulgarie | 1-0   | Éliminatoires du Championnat d'Europe de football 2000    |
| 14 juin 2004      | Lisbonne Portugal               | Suède - Bulgarie | 5-0   | Euro 2004 (Groupe C)                                      |
| 26 mars 2005      | Sofia Bulgarie                  | Bulgarie - Suède | 0-3   | Phase qualificative de la Coupe du monde de football 2006 |
| 3 septembre 2005  | Solna Suède                     | Suède - Bulgarie | 3-0   | Phase qualificative de la Coupe du monde de football 2006 |
| 10 octobre 2016   | Solna Suède                     | Suède - Bulgarie | 3-0   | Éliminatoires de la Coupe du monde de football 2018       |
| 31 août 2017      | Sofia Bulgarie                  | Bulgarie - Suède | 3-2   | Éliminatoires de la Coupe du monde de football 2018       |

Bilan partiel
- Total de matchs disputés : 14
- Victoires de l'équipe de Bulgarie : 3
- Victoires de l'équipe de Suède : 9
- Match nul : 2

## C

### Chili
| Date         | Lieu        | Match         | Score | Compétition  |
| 2 juin 2006  | Solna Suède | Suède - Chili | 1-1   | Match amical |
| 24 mars 2018 | Solna Suède | Suède - Chili | 1-2   | Match amical |

Bilan partiel
- Total de matchs disputés : 1
- Victoires de l'équipe de Suède : 1
- Victoires de l'équipe du Chili : 0
- Match nul : 1

### Corée du Sud
| Date         | Lieu           | Match                | Score | Compétition                    |
| 18 juin 2018 | Nijni Novgorod | Suède - Corée du Sud | 1-0   | Coupe du monde 2018 (Groupe F) |

Bilan partiel
- Total de matchs disputés : 1
- Victoires de l'équipe du Corée du Sud : 0
- Victoires de l'équipe de Suède : 1
- Match nul : 0

### Costa Rica
| Date            | Lieu     | Match              | Score | Compétition                    |
| 20 juin 1990    | Gênes    | Costa Rica - Suède | 2-1   | Coupe du monde 1990 (Groupe C) |
| 13 janvier 2008 | San José | Costa Rica - Suède | 0-1   | Match amical                   |

Bilan partiel
- Total de matchs disputés : 2
- Victoires de l'équipe du Costa Rica : 1
- Victoires de l'équipe de Suède : 1
- Match nul : 0

### Croatie
| Date            | Lieu   | Match           | Score | Compétition                                         |
| 30 avril 2003   | Solna  | Suède - Croatie | 1-2   | Match amical                                        |
| 8 octobre 2005  | Zagreb | Croatie - Suède | 1-0   | Éliminatoires de la Coupe du monde de football 2006 |
| 29 février 2012 | Zagreb | Croatie - Suède | 1-3   | Match amical                                        |

Bilan partiel
- Total de matchs disputés : 3
- Victoires de l'équipe de Croatie : 4
- Victoires de l'équipe de Suède : 4
- Match nul : 0

### Cuba
| Date         | Lieu    | Match        | Score | Compétition                      |
| 12 juin 1938 | Antibes | Suède - Cuba | 8-0   | Coupe du monde 1938 (1/4 finale) |

Bilan partiel
- Total de matchs disputés : 1
- Victoires de l'équipe de Cuba : 0
- Victoires de l'équipe de Suède : 1
- Match nul : 0

## D

### Danemark
| Date              | Lieu                          | Match            | Score | Compétition                                                                 |
| 25 mai 1913       |                               | Danemark - Suède | 8-0   | Match amical                                                                |
| 5 octobre 1913    |                               | Suède - Danemark | 0-10  | Match amical                                                                |
| 6 juin 1915       |                               | Danemark - Suède | 2-0   | Match amical                                                                |
| 31 octobre 1915   |                               | Suède - Danemark | 0-2   | Match amical                                                                |
| 4 juin 1916       |                               | Danemark - Suède | 2-0   | Match amical                                                                |
| 8 octobre 1916    |                               | Suède - Danemark | 4-0   | Match amical                                                                |
| 3 juin 1917       |                               | Danemark - Suède | 1-1   | Match amical                                                                |
| 14 octobre 1917   |                               | Suède - Danemark | 1-2   | Match amical                                                                |
| 2 juin 1918       |                               | Danemark - Suède | 3-0   | Match amical                                                                |
| 20 octobre 1918   |                               | Suède - Danemark | 1-2   | Match amical                                                                |
| 5 juin 1919       |                               | Danemark - Suède | 3-0   | Match amical                                                                |
| 12 octobre 1919   |                               | Suède - Danemark | 3-0   | Match amical                                                                |
| 10 octobre 1920   |                               | Suède - Danemark | 0-2   | Match amical                                                                |
| 9 octobre 1921    |                               | Suède - Danemark | 0-0   | Match amical                                                                |
| 1er octobre 1922  |                               | Danemark - Suède | 1-2   | Match amical                                                                |
| 14 octobre 1923   |                               | Suède - Danemark | 1-3   | Match amical                                                                |
| 15 juin 1924      |                               | Danemark - Suède | 2-3   | Match amical                                                                |
| 14 juin 1925      |                               | Suède - Danemark | 0-2   | Match amical                                                                |
| 3 octobre 1926    |                               | Danemark - Suède | 2-0   | Match amical                                                                |
| 19 juin 1927      |                               | Suède - Danemark | 0-0   | Match amical                                                                |
| 7 octobre 1928    |                               | Danemark - Suède | 3-1   | Match amical                                                                |
| 16 juin 1929      |                               | Suède - Danemark | 3-2   | Match amical                                                                |
| 22 juin 1930      |                               | Danemark - Suède | 6-1   | Match amical                                                                |
| 28 juin 1931      |                               | Suède - Danemark | 3-1   | Match amical                                                                |
| 19 juin 1932      |                               | Danemark - Suède | 3-1   | Match amical                                                                |
| 18 juin 1933      |                               | Suède - Danemark | 2-3   | Match amical                                                                |
| 17 juin 1934      |                               | Danemark - Suède | 3-5   | Match amical                                                                |
| 16 juin 1935      |                               | Suède - Danemark | 3-1   | Match amical                                                                |
| 14 juin 1936      |                               | Danemark - Suède | 4-3   | Match amical                                                                |
| 3 octobre 1937    |                               | Suède - Danemark | 1-2   | Match amical                                                                |
| 21 juin 1938      |                               | Danemark - Suède | 0-1   | Match amical                                                                |
| 1er octobre 1939  |                               | Suède - Danemark | 4-1   | Match amical                                                                |
| 6 octobre 1940    |                               | Suède - Danemark | 1-1   | Match amical                                                                |
| 20 octobre 1940   |                               | Danemark - Suède | 3-3   | Match amical                                                                |
| 14 septembre 1941 |                               | Suède - Danemark | 2-2   | Match amical                                                                |
| 19 octobre 1941   |                               | Danemark - Suède | 2-1   | Match amical                                                                |
| 28 juin 1942      |                               | Danemark - Suède | 0-3   | Match amical                                                                |
| 4 octobre 1942    |                               | Suède - Danemark | 2-1   | Match amical                                                                |
| 20 juin 1943      |                               | Danemark - Suède | 3-2   | Match amical                                                                |
| 24 juin 1945      |                               | Suède - Danemark | 2-1   | Match amical                                                                |
| 1er juillet 1945  |                               | Danemark - Suède | 3-4   | Match amical                                                                |
| 30 septembre 1945 |                               | Suède - Danemark | 4-1   | Match amical                                                                |
| 23 juin 1946      |                               | Danemark - Suède | 3-1   | Match amical                                                                |
| 6 octobre 1946    |                               | Suède - Danemark | 3-3   | Match amical                                                                |
| 15 juin 1947      |                               | Danemark - Suède | 1-4   | Match amical                                                                |
| 26 juin 1947      |                               | Suède - Danemark | 6-1   | Match amical                                                                |
| 10 août 1948      |                               | Danemark - Suède | 2-4   | Match amical                                                                |
| 10 octobre 1948   |                               | Suède - Danemark | 1-0   | Match amical                                                                |
| 23 octobre 1949   |                               | Danemark - Suède | 3-2   | Match amical                                                                |
| 15 octobre 1950   |                               | Suède - Danemark | 4-0   | Match amical                                                                |
| 21 octobre 1951   |                               | Danemark - Suède | 3-1   | Match amical                                                                |
| 11 juin 1952      |                               | Danemark - Suède | 0-2   | Match amical                                                                |
| 22 juin 1952      |                               | Suède - Danemark | 4-3   | Match amical                                                                |
| 21 juin 1953      |                               | Danemark - Suède | 1-3   | Match amical                                                                |
| 10 octobre 1954   |                               | Suède - Danemark | 5-2   | Match amical                                                                |
| 16 octobre 1955   |                               | Danemark - Suède | 3-3   | Match amical                                                                |
| 21 octobre 1956   |                               | Suède - Danemark | 1-1   | Match amical                                                                |
| 30 juin 1957      |                               | Danemark - Suède | 1-2   | Match amical                                                                |
| 26 octobre 1958   |                               | Suède - Danemark | 4-4   | Match amical                                                                |
| 21 juin 1959      |                               | Danemark - Suède | 0-6   | Match amical                                                                |
| 23 octobre 1960   |                               | Suède - Danemark | 2-0   | Match amical                                                                |
| 18 juin 1961      |                               | Danemark - Suède | 1-2   | Match amical                                                                |
| 28 octobre 1962   |                               | Suède - Danemark | 4-2   | Match amical                                                                |
| 6 octobre 1963    |                               | Danemark - Suède | 2-2   | Match amical                                                                |
| 28 juin 1964      |                               | Suède - Danemark | 4-1   | Match amical                                                                |
| 20 juin 1965      |                               | Danemark - Suède | 2-1   | Match amical                                                                |
| 6 novembre 1966   |                               | Suède - Danemark | 2-1   | Match amical                                                                |
| 25 juin 1967      |                               | Danemark - Suède | 1-1   | Match amical                                                                |
| 27 juin 1968      |                               | Suède - Danemark | 2-1   | Match amical                                                                |
| 25 juin 1969      |                               | Danemark - Suède | 0-1   | Match amical                                                                |
| 25 juin 1970      |                               | Suède - Danemark | 1-1   | Match amical                                                                |
| 20 juin 1971      |                               | Danemark - Suède | 1-3   | Match amical                                                                |
| 29 juin 1972      |                               | Suède - Danemark | 2-0   | Match amical                                                                |
| 26 avril 1973     |                               | Danemark - Suède | 1-2   | Match amical                                                                |
| 3 juin 1974       |                               | Danemark - Suède | 0-2   | Match amical                                                                |
| 25 septembre 1975 |                               | Suède - Danemark | 0-0   | Match amical                                                                |
| 12 octobre 1975   |                               | Suède - Danemark | 0-2   | Match amical                                                                |
| 11 mai 1976       |                               | Suède - Danemark | 1-2   | Match amical                                                                |
| 15 juin 1977      |                               | Danemark - Suède | 2-1   | Match amical                                                                |
| 5 octobre 1977    |                               | Suède - Danemark | 1-0   | Match amical                                                                |
| 16 août 1978      |                               | Danemark - Suède | 2-1   | Match amical                                                                |
| 9 mai 1979        |                               | Danemark - Suède | 2-2   | Match amical                                                                |
| 7 mai 1980        |                               | Suède - Danemark | 0-1   | Match amical                                                                |
| 14 mai 1981       |                               | Suède - Danemark | 1-2   | Match amical                                                                |
| 5 mai 1982        |                               | Danemark - Suède | 1-1   | Match amical                                                                |
| 6 juin 1984       |                               | Suède - Danemark | 0-1   | Match amical                                                                |
| 11 septembre 1985 |                               | Danemark - Suède | 0-3   | Match amical                                                                |
| 26 août 1987      |                               | Suède - Danemark | 1-0   | Match amical                                                                |
| 31 août 1988      |                               | Suède - Danemark | 1-3   | Match amical                                                                |
| 14 juin 1989      |                               | Danemark - Suède | 6-0   | Match amical                                                                |
| 5 septembre 1990  |                               | Suède - Danemark | 0-1   | Match amical                                                                |
| 15 juin 1991      |                               | Suède - Danemark | 4-0   | Match amical                                                                |
| 14 juin 1992      | Solna Suède                   | Suède - Danemark | 1-0   | Championnat d'Europe de football 1992                                       |
| 26 mai 1994       |                               | Danemark - Suède | 1-0   | Match amical                                                                |
| 14 août 1996      |                               | Suède - Danemark | 0-1   | Match amical                                                                |
| 28 mai 1998       |                               | Suède - Danemark | 3-0   | Match amical                                                                |
| 26 avril 2000     | Copenhague Danemark           | Danemark - Suède | 0-1   | Match amical                                                                |
| 22 juin 2004      | Porto Portugal                | Danemark - Suède | 2-2   | Euro 2004                                                                   |
| 2 juin 2007       | Kopenhagen Danemark           | Danemark - Suède | 0-3   | qualification euro 2008                                                     |
| 8 septembre 2007  | Solna Suède                   | Suède - Danemark | 0-0   | Qualifications pour l'Euro 2008                                             |
| 6 juin 2009       | Solna Suède                   | Suède - Danemark | 0-1   | Qualifications pour la coupe du monde 2010                                  |
| 10 octobre 2009   | Kopenhagen Danemark           | Danemark - Suède | 1-0   | Qualifications pour la coupe du monde 2010                                  |
| 11 novembre 2011  | Copenhague Danemark           | Danemark - Suède | 2-0   | Match amical                                                                |
| 28 mai 2014       | Copenhague Danemark           | Danemark - Suède | 1-0   | Match amical                                                                |
| 14 novembre 2015  | Solna Suède                   | Suède - Danemark | 2-1   | Éliminatoires du Championnat d'Europe de football 2016 (matchs de barrages) |
| 17 novembre 2015  | Copenhague Danemark           | Danemark - Suède | 2-2   | Éliminatoires du Championnat d'Europe de football 2016 (matchs de barrages) |
| 11 janvier 2018   | Abou Dabi Émirats arabes unis | Suède - Danemark | 1-0   | Match amical                                                                |
| 2 juin 2018       | Solna Suède                   | Suède - Danemark | 0-0   | Match amical                                                                |
| 11 novembre 2020  | Brøndby Danemark              | Danemark - Suède | 2-0   | Match amical                                                                |

Bilan
- Total de matchs disputés : 109
- Victoires de l'équipe du Danemark : 43
- Victoires de l'équipe de Suède : 47
- Match nuls : 20

## E

### Écosse
| Date         | Lieu  | Match          | Score | Compétition                    |
| 16 juin 1990 | Gênes | Écosse - Suède | 2-1   | Coupe du monde 1990 (Groupe C) |

Bilan partiel
- Total de matchs disputés : 1
- Victoires de l'équipe d'Écosse : 1
- Victoires de l'équipe de Suède : 0
- Match nul : 0

### Émirats arabes unis

#### Confrontations
Confrontations entre les Émirats arabes unis et la Suède :
|   | Date            | Lieu  | Match                       | Score | Compétition  |
| - | --------------- | ----- | --------------------------- | ----- | ------------ |
| 1 | 14 février 1990 | Dubaï | Émirats arabes unis - Suède | 2-1   | Match amical |
| 2 | 17 février 1990 | Dubaï | Émirats arabes unis - Suède | 0-2   | Match amical |

#### Bilan
Au 12 avril 2019 :
- Total de matchs disputés : 2
- Victoires des Émirats arabes unis : 1
- Matchs nuls : 0
- Victoires de la Suède : 1
- Total de buts marqués par les Émirats arabes unis : 2
- Total de buts marqués par la Suède : 3

### Espagne
| Date               | Lieu                   | Match           | Score | Compétition                                         |
| 1er septembre 1920 | Anvers Belgique        | Suède - Espagne | 1-2   | Jeux Olympiques d'été de 1920                       |
| 16 juillet 1950    | São Paulo Brésil       | Suède - Espagne | 3-1   | Coupe du monde 1950                                 |
| 17 juin 1951       | Stockholm Suède        | Suède - Espagne | 0-0   | amical                                              |
| 8 novembre 1953    | Bilbao Espagne         | Espagne - Suède | 2-2   | amical                                              |
| 28 février 1968    | Séville Espagne        | Espagne - Suède | 3-1   | amical                                              |
| 2 mai 1968         | Malmö Suède            | Suède - Espagne | 1-1   | amical                                              |
| 11 juin 1978       | Buenos Aires Argentine | Suède - Espagne | 0-1   | Coupe du monde 1978                                 |
| 1er juin 1988      | Salamanque Espagne     | Espagne - Suède | 1-3   | amical                                              |
| 25 mars 1998       | Vigo Espagne           | Espagne - Suède | 4-0   | amical                                              |
| 3 juin 2000        | Göteborg Suède         | Suède - Espagne | 1-1   | amical                                              |
| 7 octobre 2006     | Solna Suède            | Suède - Espagne | 2-0   | Éliminatoires de l'Euro 2008                        |
| 17 novembre 2007   | Madrid Espagne         | Espagne - Suède | 3-0   | Éliminatoires de l'Euro 2008                        |
| 14 juin 2008       | Innsbruck Autriche     | Suède - Espagne | 1-2   | Euro 2008                                           |
| 14 juin 2021       | Séville Espagne        | Espagne - Suède | 0-0   | Euro 2020                                           |
| 2 septembre 2021   | Solna Suède            | Suède - Espagne | 2-1   | Éliminatoires de la Coupe du monde de football 2022 |
| 14 novembre 2023   | Séville Espagne        | Espagne - Suède | 1-0   | Éliminatoires de la Coupe du monde de football 2022 |

Bilan
- Total de matchs disputés : 16
- Victoires de l'équipe d'Espagne : 7
- Victoires de l'équipe de Suède : 4
- Matchs nuls : 5
- Buts Marqués par l'équipe d'Espagne : 23
- Buts Marqués par l'équipe de Suède : 17

### Estonie
|    | Date             | Lieu                          | Match           | Score | Compétition                                              |
| 1  | 22 juillet 1921  | Tallinn Estonie               | Estonie - Suède | 0-0   | Match amical                                             |
| 2  | 25 juillet 1924  | Stockholm Suède               | Suède - Estonie | 5-2   | Match amical                                             |
| 3  | 23 juillet 1926  | Tallinn Estonie               | Estonie - Suède | 1-7   | Match amical                                             |
| 4  | 1er juillet 1927 | Norrköping Suède              | Suède - Estonie | 3-1   | Match amical                                             |
| 5  | 9 juillet 1928   | Tallinn Estonie               | Estonie - Suède | 0-1   | Match amical                                             |
| 6  | 7 juillet 1929   | Landskrona Suède              | Suède - Estonie | 4-1   | Match amical                                             |
| 7  | 18 juillet 1930  | Tallinn Estonie               | Estonie - Suède | 1-5   | Match amical                                             |
| 8  | 8 juillet 1931   | Sandviken Suède               | Suède - Estonie | 3-1   | Match amical                                             |
| 9  | 15 juillet 1932  | Tallinn Estonie               | Estonie - Suède | 1-3   | Match amical                                             |
| 10 | 11 juin 1933     | Stockholm Suède               | Suède - Estonie | 6-2   | Tours préliminaires à la Coupe du monde de football 1934 |
| 11 | 9 juillet 1935   | Tallinn Estonie               | Estonie - Suède | 1-2   | Match amical                                             |
| 12 | 20 juin 1937     | Stockholm Suède               | Suède - Estonie | 7-2   | Tours préliminaires à la Coupe du monde de football 1938 |
| 13 | 8 juin 1997      | Talinn Estonie                | Estonie - Suède | 2-3   | Tours préliminaires à la Coupe du monde de football 1998 |
| 14 | 11 octobre 1997  | Stockholm Suède               | Suède - Estonie | 1-0   | Tours préliminaires à la Coupe du monde de football 1998 |
| 15 | 4 septembre 2014 | Solna Suède                   | Suède - Estonie | 2-0   | Match amical                                             |
| 16 | 6 janvier 2016   | Abou Dabi Émirats arabes unis | Suède - Estonie | 1-1   | Match amical                                             |
| 17 | 7 janvier 2018   | Abou Dabi Émirats arabes unis | Suède - Estonie | 1-1   | Match amical                                             |
| 18 | 31 mars 2021     | Solna Suède                   | Suède - Estonie | 1-0   | Match amical                                             |

Bilan
- Total de matchs disputés : 18
- Victoires de l'équipe de Suède : 15
- Victoires de l'équipe d'Estonue : 0
- Matchs nuls : 3
- Buts Marqués par l'équipe de Suède : 55
- Buts Marqués par l'équipe d'Estonie : 17

## F

### Finlande
|   | Date            | Lieu       | Match            | Score | Compétition                                            |
| 1 | 27 mai 1990     | Solna      | Suède - Finlande | 6-0   | Match amical                                           |
| 2 | 13 octobre 1993 | Solna      | Suède - Finlande | 3-2   | Qualifications pour la Coupe du monde de football 1994 |
| 3 | 25 mai 2006     | Gothenburg | Suède - Finlande | 0-0   | Match amical                                           |
| 4 | 12 août 2009    | Stockholm  | Suède - Finlande | 1-0   | Match amical                                           |
| 5 | 19 janvier 2015 | Abou Dabi  | Suède - Finlande | 0-1   | Match amical                                           |
| 6 | 29 mai 2021     | Solna      | Suède - Finlande | 2-0   | Match amical                                           |
| 7 | 9 janvier 2023  | Almancil   | Suède- Finlande  | 2-0   | Match amical                                           |

Bilan
- Nombre de matchs : 7
- Victoire de l'équipe de Finlande : 1
- Victoire de l'équipe de Suède : 5
- Matchs nuls : 1

### France
| Date               | Lieu               | Match          | Score | Compétition                                         |
| 10 novembre 1935   | Paris France       | France - Suède | 2-0   | amical                                              |
| 26 mars 1952       | Paris France       | France - Suède | 0-1   | amical                                              |
| 11 juin 1953       | Stockholm Suède    | Suède - France | 1-0   | amical                                              |
| 3 avril 1955       | Colombes France    | France - Suède | 2-0   | amical                                              |
| 30 octobre 1960    | Stockholm Suède    | Suède - France | 1-0   | amical                                              |
| 15 octobre 1969    | Stockholm Suède    | Suède - France | 2-0   | Qualifications pour la Coupe du monde 1970          |
| 1er novembre 1969  | Paris France       | France - Suède | 3-0   | Qualifications pour la Coupe du monde 1970          |
| 1er septembre 1978 | Paris France       | France - Suède | 2-2   | Qualifications pour l'Euro 1980                     |
| 5 septembre 1979   | Stockholm Suède    | Suède - France | 1-3   | Qualifications pour l'Euro 1980                     |
| 16 août 1989       | Malmö Suède        | Suède - France | 2-4   | amical                                              |
| 10 juillet 1992    | Stockholm Suède    | Suède - France | 1-1   | Euro 1992 (Groupe A)                                |
| 28 avril 1993      | Paris France       | France - Suède | 2-1   | Qualifications pour la Coupe du monde 1994          |
| 22 août 1993       | Stockholm Suède    | Suède - France | 1-1   | Qualifications pour la Coupe du monde 1994          |
| 2 avril 1997       | Paris France       | France - Suède | 1-0   | amical                                              |
| 22 avril 1998      | Stockholm Suède    | Suède - France | 0-0   | amical                                              |
| 9 février 2005     | Saint-Denis France | France - Suède | 1-1   | amical                                              |
| 20 août 2008       | Göteborg Suède     | Suède - France | 2-3   | amical                                              |
| 19 juin 2012       | Kiev Ukraine       | France - Suède | 0-2   | Euro 2012 (Groupe D)                                |
| 18 novembre 2014   | Marseille France   | France - Suède | 1-0   | amical                                              |
| 11 novembre 2016   | Saint-Denis France | France - Suède | 2-1   | Éliminatoires de la Coupe du monde de football 2018 |
| 5 septembre 2020   | Stockholm Suède    | Suède - France | 0-1   | Ligue des nations de l'UEFA 2020-2021               |
| 17 novembre 2020   | Saint-Denis France | France - Suède | 4-2   | amical                                              |

Bilan
- Nombre de matchs : 22
- Victoire de l'équipe de France : 11 (buts pour : 33)
- Matchs nuls : 5
- Victoire de l'équipe de Suède : 5 (buts pour : 21)

## G

### Géorgie
| Date             | Lieu    | Match           | Score | Compétition                                         |
| 25 mars 2021     | Solna   | Suède - Géogie  | 1-0   | Éliminatoires de la Coupe du monde de football 2022 |
| 11 novembre 2021 | Batoumi | Géorgie - Suède | 2-0   | Éliminatoires de la Coupe du monde de football 2022 |

#### Bilan
| Rang | Équipe  | Pts | J | G | N | P | Bp | Bc | Diff |
| ---- | ------- | --- | - | - | - | - | -- | -- | ---- |
| 1    | Géorgie | 3   | 2 | 1 | 0 | 1 | 2  | 1  | +1   |
| 2    | Suède   | 3   | 2 | 1 | 0 | 1 | 1  | 2  | -1   |

### Grèce
| Date         | Lieu      | Match         | Score | Compétition |
| 10 juin 2008 | Salzbourg | Grèce - Suède | 0-2   | Euro 2008   |

#### Bilan
| Rang | Équipe | Pts | J | G | N | P | Bp | Bc | Diff |
| ---- | ------ | --- | - | - | - | - | -- | -- | ---- |
| 1    | Suède  | 3   | 1 | 1 | 0 | 0 | 2  | 0  | +2   |
| 2    | Grèce  | 0   | 1 | 0 | 0 | 1 | 0  | 2  | -2   |

## H

### Hongrie
| Date              | Lieu     | Match           | Score | Compétition                                            |
| 16 juin 1938      | Paris    | Hongrie - Suède | 5-1   | Coupe du monde 1938 (1/2 finale)                       |
| 12 juin 1958      | Solna    | Suède - Hongrie | 2-1   | Coupe du monde 1958 (Groupe C)                         |
| 12 octobre 2002   | Solna    | Suède - Hongrie | 1-1   | Éliminatoires du Championnat d'Europe de football 2004 |
| 2 avril 2023      | Budapest | Hongrie - Suède | 1-2   | Éliminatoires du Championnat d'Europe de football 2004 |
| 10 septembre 2008 | Solna    | Suède - Hongrie | 2-1   | Qualifications pour la Coupe du monde 2010             |
| 5 septembre 2009  | Budapest | Hongrie - Suède | 1-2   | Qualifications pour la Coupe du monde 2010             |

#### Bilan
| Rang | Équipe  | Pts | J | G | N | P | Bp | Bc | Diff |
| ---- | ------- | --- | - | - | - | - | -- | -- | ---- |
| 1    | Suède   |     |   |   |   |   |    |    |      |
| 2    | Hongrie |     |   |   |   |   |    |    |      |

## I

### Iran
| Date         | Lieu  | Match        | Score | Compétition   |
| 31 mars 2015 | Solna | Suède - Iran | 3-1   | Matchs amical |

#### Bilan
| Rang | Équipe | Pts | J | G | N | P | Bp | Bc | Diff |
| ---- | ------ | --- | - | - | - | - | -- | -- | ---- |
| 1    | Suède  | 3   | 1 | 1 | 0 | 0 | 3  | 1  | +2   |
| 2    | Iran   | 0   | 1 | 0 | 0 | 1 | 1  | 3  | -2   |

### Irlande
| Date              | Lieu               | Match           | Score | Compétition                                      |
| 2 juin 1949       | Stockholm Suède    | Suède – Irlande | 3–1   | Qualifications pour la Coupe du monde 1950       |
| 13 novembre 1949  | Dublin Irlande     | Irlande – Suède | 1–3   | Qualifications pour la Coupe du monde 1950       |
| 1er novembre 1959 | Dublin Irlande     | Irlande – Suède | 3–2   | Amical                                           |
| 18 mai 1960       | Malmö Suède        | Suède – Irlande | 4–1   | Amical                                           |
| 14 octobre 1970   | Dublin Irlande     | Irlande – Suède | 1–1   | Qualifications pour le Championnat d'Europe 1972 |
| 28 octobre 1970   | Solna Suède        | Suède – Irlande | 1–0   | Qualifications pour le Championnat d'Europe 1972 |
| 28 avril 1999     | Dublin Irlande     | Irlande – Suède | 2–0   | Amical                                           |
| 1er mars 2006     | Dublin Irlande     | Irlande – Suède | 3–0   | Amical                                           |
| 22 mars 2013      | Solna Suède        | Suède – Irlande | 0–0   | Qualifications pour la Coupe du monde 2014       |
| 6 septembre 2013  | Dublin Irlande     | Irlande – Suède | 1–2   | Qualifications pour la Coupe du monde 2014       |
| 13 juin 2016      | Saint-Denis France | Irlande – Suède | 1–1   | Euro 2016 (groupe E)                             |

#### Bilan
| Rang | Équipe               | Pts | J  | G | N | P | Bp | Bc | Diff |
| ---- | -------------------- | --- | -- | - | - | - | -- | -- | ---- |
| 1    | Suède                | 18  | 11 | 5 | 3 | 3 | 17 | 14 | +3   |
| 2    | République d'Irlande | 12  | 11 | 3 | 3 | 5 | 14 | 17 | -3   |

### Islande
| Date            | Lieu     | Match           | Score | Compétition  |
| 12 janvier 2023 | Almancil | Suède - Islande | 2-1   | Match amical |

#### Bilan
| Rang | Équipe  | Pts | J | G | N | P | Bp | Bc | Diff |
| ---- | ------- | --- | - | - | - | - | -- | -- | ---- |
| 1    | Suède   | 3   | 1 | 1 | 0 | 0 | 2  | 1  | +1   |
| 2    | Islande | 0   | 1 | 0 | 0 | 1 | 1  | 2  | -1   |

### Israël
| Date             | Lieu      | Match          | Score | Compétition                                                                           |
| 25 août 1969     | Stockholm | Suède - Israël | 3-1   | Match amical                                                                          |
| 7 juin 1970      | Toluca    | Suède - Israël | 1-1   | Coupe du monde 1970 (Groupe B)                                                        |
| 11 novembre 1992 | Ramat-Gan | Israël - Suède | 1-3   | Tours préliminaires à la Coupe du monde de football 1994 (Groupe 6 de la Zone Europe) |
| 2 juin 1993      | Stockholm | Suède - Israël | 5-0   | Tours préliminaires à la Coupe du monde de football 1994 (Groupe 6 de la Zone Europe) |
| 12 mars 1997     | Ramat Gan | Israël - Suède | 0-1   | Match amical                                                                          |

#### Bilan
| Rang | Équipe | Pts | J | G | N | P | Bp | Bc | Diff |
| ---- | ------ | --- | - | - | - | - | -- | -- | ---- |
| 1    | Suède  | 13  | 5 | 4 | 1 | 0 | 13 | 3  | +10  |
| 2    | Israël | 1   | 5 | 0 | 1 | 4 | 3  | 13 | -10  |

### Italie
| Date              | Lieu               | Match          | Score | Compétition                                                              |
| 1er juillet 1912  | Solna Suède        | Italie - Suède | 1-0   | Jeux olympiques 1912 (Tournoi de consolation)                            |
| 16 novembre 1924  | Milan Italie       | Italie - Suède | 2-2   | Match amical                                                             |
| 18 juillet 1926   | Stockholm Suède    | Suède - Italie | 5-3   | Match amical                                                             |
| 25 juin 1950      | São Paulo Brésil   | Suède - Italie | 3-2   | Coupe du monde 1950 (Groupe C)                                           |
| 11 novembre 1951  | Florence Italie    | Italie - Suède | 1-1   | Match amical                                                             |
| 26 octobre 1952   | Stockholm Suède    | Suède - Italie | 1-1   | Match amical                                                             |
| 16 juin 1965      | Malmö Suède        | Suède - Italie | 2-2   | Match amical                                                             |
| 3 juin 1970       | Toluca Mexique     | Italie - Suède | 1-0   | Coupe du monde 1970 (Groupe B)                                           |
| 9 juin 1971       | Solna Suède        | Suède - Italie | 0-0   | Qualifications pour l'Euro 1972                                          |
| 9 octobre 1971    | Milan Italie       | Italie - Suède | 3-0   | Qualifications pour l'Euro 1972                                          |
| 29 septembre 1973 | Milan Italie       | Italie - Suède | 2-0   | Match amical                                                             |
| 26 septembre 1979 | Florence Italie    | Italie - Suède | 1-0   | Match amical                                                             |
| 29 mai 1983       | Göteborg Suède     | Suède - Italie | 2-0   | Qualifications pour l'Euro 1984                                          |
| 15 octobre 1983   | Naples Italie      | Italie - Suède | 0-3   | Qualifications pour l'Euro 1984                                          |
| 26 septembre 1984 | Milan Italie       | Italie - Suède | 1-0   | Match amical                                                             |
| 3 juin 1987       | Stockholm Suède    | Suède - Italie | 1-0   | Qualifications pour l'Euro 1988                                          |
| 14 novembre 1987  | Naples Italie      | Italie - Suède | 2-1   | Qualifications pour l'Euro 1988                                          |
| 2 juin 1998       | Göteborg Suède     | Suède - Italie | 1-0   | Match amical                                                             |
| 23 février 2000   | Palerme Italie     | Italie - Suède | 1-0   | Match amical                                                             |
| 19 juin 2000      | Eindhoven Pays-Bas | Italie - Suède | 2-1   | Euro 2000 (Groupe B)                                                     |
| 14 juin 2004      | Porto Portugal     | Italie - Suède | 1-1   | Euro 2004 (Groupe C)                                                     |
| 18 novembre 2009  | Cesena Italie      | Italie - Suède | 1-0   | Match amical                                                             |
| 17 juin 2016      | Toulouse France    | Italie - Suède | 1-0   | Euro 2016 (Groupe E)                                                     |
| 10 novembre 2017  | Solna Suède        | Suède - Italie | 1-0   | Éliminatoires de la Coupe du monde de football 2018 (matchs de barrages) |
| 13 novembre 2017  | Milan Italie       | Italie - Suède | 0-0   | Éliminatoires de la Coupe du monde de football 2018 (matchs de barrages) |

#### Bilan
| Rang | Équipe | Pts | J  | G  | N | P  | Bp | Bc | Diff |
| ---- | ------ | --- | -- | -- | - | -- | -- | -- | ---- |
| 1    | Italie | 40  | 25 | 11 | 7 | 7  | 28 | 25 | +3   |
| 2    | Suède  | 28  | 25 | 7  | 7 | 11 | 25 | 28 | -3   |

## J

### Japon
Confrontations entre la Suède et le Japon :
|   | Date            | Lieu       | Match         | Score              | Compétition  |
| 1 | 10 juin 1995    | Nottingham | Suède - Japon | 2-2                | Match amical |
| 2 | 22 février 1996 | Hong Kong  | Japon - Suède | 1-1 (t.a.b. : 4-5) | Match amical |
| 3 | 25 mai 2002     | Tokyo      | Japon - Suède | 1-1                | Match amical |

#### Bilan
| Rang | Équipe | Pts | J | G | N | P | Bp | Bc | Diff |
| ---- | ------ | --- | - | - | - | - | -- | -- | ---- |
| 1    | Suède  | 3   | 3 | 0 | 3 | 0 | 4  | 4  | 0    |
| 2    | Japon  | 3   | 3 | 0 | 3 | 0 | 4  | 4  | 0    |

## L

### Luxembourg
|   | Date             | Lieu           | Match              | Score | Compétition                                            |
| 1 | 7 juin 1979      | Malmö Suède    | Suède - Luxembourg | 3-0   | Éliminatoires du Championnat d'Europe de football 1980 |
| 2 | 23 octobre 1979  | Luxembourg     | Luxembourg - Suède | 1-1   | Éliminatoires du Championnat d'Europe de football 1980 |
| 3 | 27 mars 1999     | Göteborg Suède | Suède - Luxembourg | 2-0   | Éliminatoires du Championnat d'Europe de football 2000 |
| 4 | 8 septembre 1999 | Luxembourg     | Luxembourg - Suède | 0-1   | Éliminatoires du Championnat d'Europe de football 2000 |
| 5 | 7 octobre 2016   | Luxembourg     | Luxembourg - Suède | 0-1   | Éliminatoires de la Coupe du monde de football 2018    |
| 6 | 7 octobre 2017   | Solna Suède    | Suède - Luxembourg | 8-0   | Éliminatoires de la Coupe du monde de football 2018    |

#### Bilan
| Rang | Équipe     | Pts | J | G | N | P | Bp | Bc | Diff |
| ---- | ---------- | --- | - | - | - | - | -- | -- | ---- |
| 1    | Suède      | 16  | 6 | 5 | 1 | 0 | 16 | 1  | +15  |
| 2    | Luxembourg | 1   | 6 | 0 | 1 | 5 | 1  | 16 | -15  |

## M

### Mexique
| Date         | Lieu           | Match           | Score | Compétition                    |
| 8 juin 1958  | Solna          | Suède - Mexique | 3-0   | Coupe du monde 1958 (Groupe C) |
| 27 juin 2018 | Iekaterinbourg | Mexique - Suède | 0-3   | Coupe du monde 2018 (Groupe F) |

#### Bilan
| Rang | Équipe  | Pts | J | G | N | P | Bp | Bc | Diff |
| ---- | ------- | --- | - | - | - | - | -- | -- | ---- |
| 1    | Suède   | 6   | 2 | 2 | 0 | 0 | 6  | 0  | +6   |
| 2    | Mexique | 0   | 2 | 0 | 0 | 2 | 0  | 6  | -6   |

### Moldavie
|   | Date            | Lieu     | Match            | Score | Compétition                                |
| 1 | 27 mars 2015    | Chisinau | Moldavie - Suède | 0-2   | Qualifications pour l'Euro 2016 (Groupe G) |
| 2 | 12 octobre 2015 | Solna    | Suède - Moldavie | 2-0   | Qualifications pour l'Euro 2016 (Groupe G) |
| 3 | 9 janvier 2020  | Doha     | Moldavie - Suède | 0-1   | Match amical                               |

#### Bilan
| Rang | Équipe   | Pts | J | G | N | P | Bp | Bc | Diff |
| ---- | -------- | --- | - | - | - | - | -- | -- | ---- |
| 1    | Suède    | 9   | 3 | 3 | 0 | 0 | 5  | 0  | +5   |
| 2    | Moldavie | 0   | 3 | 0 | 0 | 3 | 0  | 5  | -5   |

### Monténégro
| Date              | Lieu                 | Match              | Score | Compétition                                |
| 12 septembre 2007 | Podgorica Monténégro | Monténégro - Suède | 1-2   | Match amical                               |
| 15 novembre 2014  | Podgorica            | Monténégro - Suède | 1-1   | Qualifications pour l'Euro 2016 (Groupe G) |
| 14 juin 2015      | Solna                | Suède - Monténégro | 3-1   | Qualifications pour l'Euro 2016 (Groupe G) |

#### Bilan
| Rang | Équipe     | Pts | J | G | N | P | Bp | Bc | Diff |
| ---- | ---------- | --- | - | - | - | - | -- | -- | ---- |
| 1    | Suède      | 7   | 3 | 2 | 1 | 0 | 6  | 3  | +3   |
| 2    | Monténégro | 1   | 3 | 0 | 1 | 2 | 3  | 6  | -3   |

## N

### Nigeria

#### Confrontations
Confrontations entre la Suède et le Nigeria :
|   | Date        | Lieu  | Match           | Score | Compétition                 |
| - | ----------- | ----- | --------------- | ----- | --------------------------- |
| 1 | 5 mai 1994  | Solna | Suède - Nigeria | 3-1   | Match amical                |
| 2 | 7 juin 2002 | Kobe  | Nigeria - Suède | 1-2   | Coupe du monde 2002 (gr. F) |

#### Bilan
| Rang | Équipe  | Pts | J | G | N | P | Bp | Bc | Diff |
| ---- | ------- | --- | - | - | - | - | -- | -- | ---- |
| 1    | Suède   | 6   | 2 | 2 | 0 | 0 | 5  | 2  | +3   |
| 2    | Nigeria | 0   | 2 | 0 | 0 | 2 | 2  | 5  | -3   |

### Norvège

#### Confrontations
Confrontations entre la Suède et la Norvège :
|     | Date              | Lieu        | Match           | Score | Compétition                                                        |
| --- | ----------------- | ----------- | --------------- | ----- | ------------------------------------------------------------------ |
| 1   | 12 juillet 1908   | Göteborg    | Suède - Norvège | 11-3  | Match amical                                                       |
| 2   | 11 septembre 1910 | Christiania | Norvège - Suède | 0-4   | Match amical                                                       |
| 3   | 17 septembre 1911 | Solna       | Suède - Norvège | 4-1   | Match amical                                                       |
| 4   | 16 juin 1912      | Christiania | Norvège - Suède | 1-2   | Match amical                                                       |
| 5   | 3 novembre 1912   | Göteborg    | Suède - Norvège | 4-2   | Match amical                                                       |
| 6   | 8 juin 1913       | Stockholm   | Suède - Norvège | 9-0   | Match amical                                                       |
| 7   | 26 novembre 1913  | Christiania | Norvège - Suède | 1-1   | Match amical                                                       |
| 8   | 28 juin 1914      | Christiania | Norvège - Suède | 0-1   | Match amical                                                       |
| 9   | 25 octobre 1914   | Solna       | Suède - Norvège | 7-0   | Match amical                                                       |
| 10  | 27 juin 1915      | Christiania | Norvège - Suède | 1-1   | Match amical                                                       |
| 11  | 24 octobre 1915   | Stockholm   | Suède - Norvège | 5-2   | Match amical                                                       |
| 12  | 2 juillet 1916    | Stockholm   | Suède - Norvège | 6-0   | Match amical                                                       |
| 13  | 1er octobre 1916  | Christiania | Norvège - Suède | 0-0   | Match amical                                                       |
| 14  | 18 août 1917      | Helsingborg | Suède - Norvège | 3-3   | Match amical                                                       |
| 15  | 16 septembre 1917 | Christiania | Norvège - Suède | 0-2   | Match amical                                                       |
| 16  | 26 mai 1918       | Stockholm   | Suède - Norvège | 2-0   | Match amical                                                       |
| 17  | 15 septembre 1918 | Christiania | Norvège - Suède | 2-1   | Match amical                                                       |
| 18  | 29 juin 1919      | Christiania | Norvège - Suède | 4-3   | Match amical                                                       |
| 19  | 14 septembre 1919 | Göteborg    | Suède - Norvège | 1-5   | Match amical                                                       |
| 20  | 27 juin 1920      | Christiania | Norvège - Suède | 0-3   | Match amical                                                       |
| 21  | 26 septembre 1920 | Stockholm   | Suède - Norvège | 0-0   | Match amical                                                       |
| 22  | 19 juin 1921      | Christiania | Norvège - Suède | 3-1   | Match amical                                                       |
| 23  | 18 septembre 1921 | Stockholm   | Suède - Norvège | 0-3   | Match amical                                                       |
| 24  | 23 août 1922      | Stockholm   | Suède - Norvège | 0-0   | Match amical                                                       |
| 25  | 24 septembre 1922 | Christiania | Norvège - Suède | 0-5   | Match amical                                                       |
| 26  | 16 septembre 1923 | Christiania | Norvège - Suède | 2-3   | Match amical                                                       |
| 27  | 21 septembre 1924 | Solna       | Suède - Norvège | 6-1   | Championnat nordique de football 1924-28                           |
| 28  | 23 août 1925      | Oslo        | Norvège - Suède | 3-7   | Championnat nordique de football 1924-28                           |
| 29  | 9 juin 1926       | Stockholm   | Suède - Norvège | 3-2   | Championnat nordique de football 1924-28                           |
| 30  | 26 juin 1927      | Oslo        | Norvège - Suède | 3-5   | Championnat nordique de football 1924-28                           |
| 31  | 7 juin 1928       | Stockholm   | Suède - Norvège | 6-1   | Championnat nordique de football 1924-28                           |
| 32  | 29 juin 1929      | Oslo        | Norvège - Suède | 2-1   | Championnat nordique de football 1929-32                           |
| 33  | 6 juillet 1930    | Stockholm   | Suède - Norvège | 6-3   | Championnat nordique de football 1929-32                           |
| 34  | 27 septembre 1931 | Oslo        | Norvège - Suède | 2-1   | Championnat nordique de football 1929-32                           |
| 35  | 1er juillet 1932  | Göteborg    | Suède - Norvège | 1-4   | Championnat nordique de football 1929-32                           |
| 36  | 24 septembre 1933 | Oslo        | Norvège - Suède | 0-1   | Championnat nordique de football 1933-36                           |
| 37  | 1er juillet 1934  | Stockholm   | Suède - Norvège | 3-3   | Championnat nordique de football 1933-36                           |
| 38  | 22 septembre 1935 | Oslo        | Norvège - Suède | 0-2   | Championnat nordique de football 1933-36                           |
| 39  | 5 juillet 1936    | Göteborg    | Suède - Norvège | 2-0   | Championnat nordique de football 1933-36                           |
| 40  | 26 juillet 1936   | Stockholm   | Suède - Norvège | 3-4   | Match amical                                                       |
| 41  | 19 septembre 1937 | Oslo        | Norvège - Suède | 3-2   | Championnat nordique de football 1937-47                           |
| 42  | 4 septembre 1938  | Oslo        | Norvège - Suède | 2-1   | Match amical                                                       |
| 43  | 2 octobre 1938    | Solna       | Suède - Norvège | 2-3   | Championnat nordique de football 1937-47                           |
| 44  | 3 juin 1939       | Solna       | Suède - Norvège | 3-2   | Match amical                                                       |
| 45  | 14 juin 1939      | Copenhague  | Norvège - Suède | 1-0   | Match amical                                                       |
| 46  | 17 septembre 1939 | Oslo        | Norvège - Suède | 2-3   | Championnat nordique de football 1937-47                           |
| 47  | 21 octobre 1945   | Solna       | Suède - Norvège | 10-0  | Match amical                                                       |
| 48  | 15 septembre 1946 | Oslo        | Norvège - Suède | 0-3   | Match amical                                                       |
| 49  | 28 juin 1947      | Helsinki    | Norvège - Suède | 1-5   | Match amical                                                       |
| 50  | 5 octobre 1947    | Solna       | Suède - Norvège | 4-1   | Championnat nordique de football 1937-47                           |
| 51  | 19 septembre 1948 | Oslo        | Norvège - Suède | 3-5   | Championnat nordique de football 1948-51                           |
| 52  | 2 octobre 1949    | Solna       | Suède - Norvège | 3-3   | Championnat nordique de football 1948-51                           |
| 53  | 24 septembre 1950 | Oslo        | Norvège - Suède | 1-3   | Championnat nordique de football 1948-51                           |
| 54  | 30 septembre 1951 | Göteborg    | Suède - Norvège | 3-4   | Championnat nordique de football 1948-51                           |
| 55  | 7 juin 1954       | Solna       | Suède - Norvège | 3-0   | Match amical                                                       |
| 56  | 5 octobre 1952    | Oslo        | Norvège - Suède | 1-2   | Championnat nordique de football 1952-55                           |
| 57  | 18 octobre 1953   | Solna       | Suède - Norvège | 0-0   | Championnat nordique de football 1952-55                           |
| 58  | 19 septembre 1954 | Oslo        | Norvège - Suède | 1-1   | Championnat nordique de football 1952-55                           |
| 59  | 25 septembre 1955 | Solna       | Suède - Norvège | 1-1   | Championnat nordique de football 1952-55                           |
| 60  | 16 septembre 1956 | Oslo        | Norvège - Suède | 3-1   | Championnat nordique de football 1956-59                           |
| 61  | 18 juin 1957      | Espoo       | Norvège - Suède | 0-0   | Match amical                                                       |
| 62  | 13 octobre 1957   | Solna       | Suède - Norvège | 5-2   | Championnat nordique de football 1956-59                           |
| 63  | 14 septembre 1958 | Oslo        | Norvège - Suède | 0-2   | Championnat nordique de football 1956-59                           |
| 64  | 18 octobre 1959   | Göteborg    | Suède - Norvège | 6-2   | Championnat nordique de football 1956-59                           |
| 65  | 18 septembre 1960 | Oslo        | Norvège - Suède | 3-1   | Championnat nordique de football 1960-63                           |
| 66  | 22 octobre 1961   | Göteborg    | Suède - Norvège | 2-0   | Championnat nordique de football 1960-63                           |
| 67  | 21 juin 1962      | Oslo        | Norvège - Suède | 0-2   | Éliminatoires du Championnat d'Europe 1964 (tour préliminaire)     |
| 68  | 16 septembre 1962 | Oslo        | Norvège - Suède | 2-1   | Championnat nordique de football 1960-63                           |
| 69  | 4 novembre 1962   | Malmö       | Suède - Norvège | 1-1   | Éliminatoires du Championnat d'Europe 1964 (tour préliminaire)     |
| 70  | 14 août 1963      | Göteborg    | Suède - Norvège | 0-0   | Championnat nordique de football 1960-63                           |
| 71  | 20 septembre 1964 | Oslo        | Norvège - Suède | 1-1   | Championnat nordique de football 1964-67                           |
| 72  | 31 octobre 1965   | Solna       | Suède - Norvège | 0-0   | Championnat nordique de football 1964-67                           |
| 73  | 18 septembre 1966 | Oslo        | Norvège - Suède | 2-4   | Championnat nordique de football 1964-67                           |
| 74  | 3 septembre 1967  | Oslo        | Norvège - Suède | 3-1   | Éliminatoires du Championnat d'Europe 1968 (gr. 2)                 |
| 75  | 5 novembre 1967   | Solna       | Suède - Norvège | 5-2   | Championnat nordique de football 1964-67                           |
| 76  | 15 septembre 1968 | Oslo        | Norvège - Suède | 1-1   | Championnat nordique de football 1968-71                           |
| 77  | 9 octobre 1968    | Solna       | Suède - Norvège | 5-0   | Tours préliminaires à la Coupe du monde 1970 (zone Europe - gr. 5) |
| 78  | 1er juin 1969     | Göteborg    | Suède - Norvège | 4-2   | Championnat nordique de football 1968-71                           |
| 79  | 19 juin 1969      | Oslo        | Norvège - Suède | 2-5   | Tours préliminaires à la Coupe du monde 1970 (zone Europe - gr. 5) |
| 80  | 13 septembre 1970 | Oslo        | Norvège - Suède | 2-4   | Championnat nordique de football 1968-71                           |
| 81  | 8 août 1971       | Malmö       | Suède - Norvège | 3-0   | Championnat nordique de football 1968-71                           |
| 82  | 17 septembre 1972 | Oslo        | Norvège - Suède | 1-3   | Championnat nordique de football 1972-77                           |
| 83  | 8 août 1974       | Göteborg    | Suède - Norvège | 2-1   | Championnat nordique de football 1972-77                           |
| 84  | 30 juin 1975      | Solna       | Suède - Norvège | 3-1   | Éliminatoires du Championnat d'Europe 1976 (gr. 3)                 |
| 85  | 13 août 1975      | Oslo        | Norvège - Suède | 0-2   | Éliminatoires du Championnat d'Europe 1976 (gr. 3)                 |
| 86  | 16 juin 1976      | Solna       | Suède - Norvège | 2-0   | Tours préliminaires à la Coupe du monde 1978 (zone Europe - gr. 6) |
| 87  | 22 septembre 1976 | Oslo        | Norvège - Suède | 3-2   | Championnat nordique de football 1972-77                           |
| 88  | 26 mai 1977       | Göteborg    | Suède - Norvège | 1-0   | Championnat nordique de football 1972-77                           |
| 89  | 7 septembre 1977  | Oslo        | Norvège - Suède | 2-1   | Tours préliminaires à la Coupe du monde 1978 (zone Europe - gr. 6) |
| 90  | 28 juin 1979      | Göteborg    | Suède - Norvège | 2-0   | Championnat nordique de football 1978-80                           |
| 91  | 15 août 1979      | Oslo        | Norvège - Suède | 2-0   | Championnat nordique de football 1978-80                           |
| 92  | 28 février 1981   | Lahti       | Suède - Norvège | 4-2   | Match amical                                                       |
| 93  | 11 août 1982      | Oslo        | Norvège - Suède | 1-0   | Championnat nordique de football 1981-83                           |
| 94  | 22 mai 1985       | Göteborg    | Suède - Norvège | 1-0   | Match amical                                                       |
| 95  | 12 août 1987      | Oslo        | Norvège - Suède | 0-0   | Match amical                                                       |
| 96  | 22 août 1990      | Stavanger   | Norvège - Suède | 1-2   | Match amical                                                       |
| 97  | 8 août 1991       | Oslo        | Norvège - Suède | 1-2   | Match amical                                                       |
| 98  | 26 août 1992      | Oslo        | Norvège - Suède | 2-2   | Match amical                                                       |
| 99  | 5 juin 1994       | Solna       | Suède - Norvège | 2-0   | Match amical                                                       |
| 100 | 4 février 2000    | La Manga    | Norvège - Suède | 1-1   | Championnat nordique de football 2000-01                           |
| 101 | 17 avril 2002     | Oslo        | Norvège - Suède | 0-0   | Match amical                                                       |
| 102 | 21 janvier 2004   | Hong Kong   | Suède - Norvège | 0-3   | Match amical                                                       |
| 103 | 8 juin 2005       | Solna       | Suède - Norvège | 2-3   | Match amical                                                       |
| 104 | 14 août 2013      | Solna       | Suède - Norvège | 4-2   | Match amical                                                       |
| 105 | 8 juin 2015       | Oslo        | Norvège - Suède | 0-0   | Match amical                                                       |
| 106 | 13 juin 2017      | Oslo        | Norvège - Suède | 1-1   | Match amical                                                       |
| 107 | 26 mars 2019      | Oslo        | Norvège - Suède | 3-3   | Éliminatoires du Championnat d'Europe 2020 (gr. F)                 |
| 108 | 8 septembre 2019  | Solna       | Suède - Norvège | 1-1   | Éliminatoires du Championnat d'Europe 2020 (gr. F)                 |
| 109 | 5 juin 2022       | Solna       | Suède - Norvège | 1-2   | Ligue des nations de l'UEFA 2022-2023                              |
| 110 | 12 juin 2022      | Oslo        | Norvège - Suède | 3-2   | Ligue des nations de l'UEFA 2022-2023                              |

#### Bilan
| Rang | Équipe  | Pts | J   | G  | N  | P  | Bp  | Bc  | Diff |
| ---- | ------- | --- | --- | -- | -- | -- | --- | --- | ---- |
| 1    | Suède   | 202 | 110 | 59 | 25 | 26 | 280 | 154 | +126 |
| 2    | Norvège | 103 | 110 | 26 | 25 | 59 | 154 | 280 | -126 |

## O

### Ouzbékistan
Confrontations entre l' Ouzbékistan et le Suède
|   | Date             | Lieu  | Match               | Score | Compétition  |
| - | ---------------- | ----- | ------------------- | ----- | ------------ |
| 1 | 5 septembre 2021 | Solna | Suède - Ouzbèkistan | 2-1   | Match amical |

#### Bilan
| Rang | Équipe      | Pts | J | G | N | P | Bp | Bc | Diff |
| ---- | ----------- | --- | - | - | - | - | -- | -- | ---- |
| 1    | Suède       | 3   | 1 | 1 | 0 | 0 | 2  | 1  | +1   |
| 2    | Ouzbékistan | 0   | 1 | 0 | 0 | 1 | 1  | 2  | -1   |

## P

### Paraguay
|   | Date         | Lieu      | Match            | Score | Compétition                 |
| - | ------------ | --------- | ---------------- | ----- | --------------------------- |
| 1 | 20 juin 1950 | Curitiba  | Paraguay - Suède | 2-2   | Coupe du monde 1950 (gr. C) |
| 2 | 17 mai 2002  | Stockholm | Suède - Paraguay | 1-2   | Match amical                |
| 3 | 15 juin 2006 | Berlin    | Suède - Paraguay | 1-0   | Coupe du monde 2006 (gr. B) |

#### Bilan
| Rang | Équipe   | Pts | J | G | N | P | Bp | Bc | Diff |
| ---- | -------- | --- | - | - | - | - | -- | -- | ---- |
| 1    | Suède    | 4   | 3 | 1 | 1 | 1 | 4  | 4  | 0    |
| 2    | Paraguay | 4   | 3 | 1 | 1 | 1 | 4  | 4  | 0    |

### Pays de Galles
| Date         | Lieu    | Match                  | Score | Compétition                    |
| 15 juin 1958 | Solna   | Pays de Galles - Suède | 0-0   | Coupe du monde 1958 (Groupe C) |
| 3 mars 2010  | Cardiff | Pays de Galles - Suède | 0-1   | Match amical                   |

#### Bilan
| Rang | Équipe         | Pts | J | G | N | P | Bp | Bc | Diff |
| ---- | -------------- | --- | - | - | - | - | -- | -- | ---- |
| 1    | Suède          | 4   | 2 | 1 | 1 | 0 | 1  | 0  | +1   |
| 2    | Pays de Galles | 1   | 2 | 0 | 1 | 1 | 0  | 1  | -1   |

### Pays-Bas
| Date             | Lieu               | Match            | Score           | Compétition                                         |
| 23 octobre 1908  | Londres Angleterre | Pays-Bas - Suède | 2 - 0           | Jeux olympiques de 1908                             |
| 25 octobre 1908  | La Haye Pays-Bas   | Pays-Bas - Suède | 5 - 3           | Match amical                                        |
| 29 juin 1912     | Stockholm Suède    | Suède - Pays-Bas | 3 - 4           | Jeux olympiques de 1912                             |
| 9 juin 1919      | Amsterdam Pays-Bas | Pays-Bas - Suède | 3 - 1           | Match amical                                        |
| 24 août 1919     | Stockholm Suède    | Suède - Pays-Bas | 4 - 1           | Match amical                                        |
| 29 août 1920     | Anvers Belgique    | Pays-Bas - Suède | 5 - 4           | Jeux olympiques de 1920                             |
| 8 juin 1924      | Colombes France    | Pays-Bas - Suède | 1 - 1           | Jeux olympiques de 1924                             |
| 9 juin 1924      | Colombes France    | Pays-Bas - Suède | 1 - 3           | Jeux olympiques de 1924                             |
| 13 novembre 1927 | Amsterdam Pays-Bas | Pays-Bas - Suède | 1 - 0           | Match amical                                        |
| 9 juin 1929      | Stockholm Suède    | Suède - Pays-Bas | 6 - 2           | Match amical                                        |
| 9 juin 1948      | Amsterdam Pays-Bas | Pays-Bas - Suède | 1 - 0           | Match amical                                        |
| 8 juin 1950      | Stockholm Suède    | Suède - Pays-Bas | 4 - 1           | Match amical                                        |
| 14 mai 1952      | Amsterdam Pays-Bas | Pays-Bas - Suède | 0 - 0           | Match amical                                        |
| 19 mai 1954      | Stockholm Suède    | Suède - Pays-Bas | 6 - 1           | Match amical                                        |
| 29 avril 1964    | Rotterdam Pays-Bas | Pays-Bas - Suède | 0 - 1           | Match amical                                        |
| 19 juin 1974     | Dortmund Allemagne | Pays-Bas - Suède | 0 - 0           | Coupe du monde 1974 (1er tour)                      |
| 4 septembre 1974 | Stockholm Suède    | Suède - Pays-Bas | 1 - 5           | Match amical                                        |
| 27 avril 1983    | Utrecht Pays-Bas   | Pays-Bas - Suède | 0 - 3           | Match amical                                        |
| 26 juin 2004     | Faro Portugal      | Suède - Pays-Bas | 0 - 0 (tab 4-5) | Euro 2004 (1/4 finale)                              |
| 18 août 2004     | Stockholm Suède    | Suède - Pays-Bas | 2 - 2           | Match amical                                        |
| 19 novembre 2008 | Amsterdam Pays-Bas | Pays-Bas - Suède | 3 - 1           | Match amical                                        |
| 12 octobre 2010  | Amsterdam Pays-Bas | Pays-Bas - Suède | 4 - 1           | Qualifications pour l'Euro 2012                     |
| 11 octobre 2011  | Solna Suède        | Suède - Pays-Bas | 3 - 2           | Qualifications pour l'Euro 2012                     |
| 6 septembre 2016 | Solna Suède        | Suède - Pays-Bas | 1-1             | Éliminatoires de la Coupe du monde de football 2018 |
| 10 octobre 2017  | Amsterdam Pays-Bas | Pays-Bas - Suède | 2-0             | Éliminatoires de la Coupe du monde de football 2018 |

#### Bilan
| Rang | Équipe   | Pts | J  | G  | N | P  | Bp | Bc | Diff |
| ---- | -------- | --- | -- | -- | - | -- | -- | -- | ---- |
| 1    | Pays-Bas | 39  | 25 | 11 | 6 | 8  | 47 | 48 | -1   |
| 2    | Suède    | 30  | 25 | 8  | 6 | 11 | 48 | 47 | +1   |

### Pologne

#### Les confrontations officielles
| Date         | Lieu            | Match           | Score | Compétition                                       |
| 21 août 1991 | Gdynia          | Pologne - Suède | 2-0   | Match amical                                      |
| 7 Mai 1992   | Solna           | Suède - Pologne | 5-0   | Match amical                                      |
| 31 mars 1999 | Chorzów         | Pologne - Suède | 0-1   | Éliminatoires du championnat d'Europe 2000        |
| 11 Juin 2003 | Solna           | Suède - Pologne | 3-0   | Éliminatoires du championnat d'Europe 2004        |
| 5 Juin 2004  | Solna           | Suède - Pologne | 3-1   | Match amical                                      |
| 23 Juin 2021 | Sant-Petersburg | Suède - Pologne | 3-2   | Euro 2020                                         |
| 29 Mars 2022 | Chorzów         | Pologne - Suède | 2-0   | Éliminatoires de la Coupe du monde 2022 (Barrage) |

#### Bilan
| Rang | Équipe  | Pts | J | G | N | P | Bp | Bc | Diff |
| ---- | ------- | --- | - | - | - | - | -- | -- | ---- |
| 1    | Suède   | 12  | 6 | 4 | 0 | 2 | 12 | 6  | +6   |
| 2    | Pologne | 6   | 6 | 2 | 0 | 4 | 6  | 12 | -6   |

### Portugal
| Date              | Lieu              | Match            | Score | Compétition                                |
| 20 novembre 1955  | Lisbonne Portugal | Portugal - Suède | 2-6   | Match amical                               |
| 21 mai 1959       | Göteborg Suède    | Suède - Portugal | 2-0   | Match amical                               |
| 13 novembre 1966  | Lisbonne Portugal | Portugal - Suède | 1-2   | Qualifications pour l'Euro 1968            |
| 1er juin 1967     | Solna Suède       | Suède - Portugal | 1-1   | Qualifications pour l'Euro 1968            |
| 24 juin 1981      | Solna Suède       | Suède - Portugal | 3-0   | Qualifications pour la Coupe du monde 1982 |
| 14 octobre 1981   | Lisbonne Portugal | Portugal - Suède | 1-2   | Qualifications pour la Coupe du monde 1982 |
| 12 septembre 1984 | Solna Suède       | Suède - Portugal | 0-1   | Qualifications pour la Coupe du monde 1986 |
| 14 novembre 1984  | Lisbonne Portugal | Portugal - Suède | 1-3   | Qualifications pour la Coupe du monde 1986 |
| 12 octobre 1986   | Lisbonne Portugal | Portugal - Suède | 1-1   | Qualifications pour l'Euro 1988            |
| 23 septembre 1987 | Solna Suède       | Suède - Portugal | 0-1   | Qualifications pour l'Euro 1988            |
| 12 novembre 1988  | Göteborg Suède    | Suède - Portugal | 0-0   | Match amical                               |
| 16 octobre 2002   | Göteborg Suède    | Suède - Portugal | 2-3   | Match amical                               |
| 28 avril 2004     | Coimbra Portugal  | Portugal - Suède | 2-2   | Match amical                               |
| 11 octobre 2008   | Solna Suède       | Suède - Portugal | 0-0   | Qualifications pour la Coupe du monde 2010 |
| 28 mars 2009      | Porto Portugal    | Portugal - Suède | 0-0   | Qualifications pour la Coupe du monde 2010 |
| 8 septembre 2020  | Solna Suède       | Suède - Portugal | 0-2   | Ligue des nations de l'UEFA 2020-2021      |
| 14 octobre 2020   | Lisbonne Portugal | Portugal - Suède | 3-0   | Ligue des nations de l'UEFA 2020-2021      |

#### Bilan
| Rang | Équipe   | Pts | J  | G | N | P | Bp | Bc | Diff |
| ---- | -------- | --- | -- | - | - | - | -- | -- | ---- |
| 1    | Suède    | 24  | 17 | 6 | 6 | 5 | 24 | 19 | +5   |
| 2    | Portugal | 21  | 17 | 5 | 6 | 6 | 19 | 24 | -5   |

## R

### Roumanie
|   | Date               | Lieu          | Match            | Score | Compétition                               |
| 1 | 1er septembre 1935 | Stockholm     | Suède - Roumanie | 7-1   | Match amical                              |
| 2 | 27 juin 1937       | Bucarest      | Roumanie - Suède | 2-2   | Match amical                              |
| 3 | 15 juin 1955       | Göteborg      | Suède - Roumanie | 4-1   | Match amical                              |
| 4 | 17 juin 1956       | Bucarest      | Roumanie - Suède | 0-2   | Match amical                              |
| 5 | 8 septembre 1982   | Bucarest      | Roumanie - Suède | 2-0   | Qualification pour l'Euro 1984 (Groupe 5) |
| 6 | 9 juin 1983        | Solna         | Suède - Roumanie | 0-1   | Qualification pour l'Euro 1984 (Groupe 5) |
| 7 | 12 juin 1994       | Mission Viejo | Roumanie - Suède | 1-1   | Match amical                              |
| 8 | 10 juillet 1994    | Bucarest,     | Roumanie - Suède | 2-2   | Coupe du monde 1994 (Quart de finale)     |
| 9 | 27 mars 2018       | Craiova,      | Roumanie - Suède | 1-0   | Match amical                              |

#### Bilan
| Rang | Équipe   | Pts | J | G | N | P | Bp | Bc | Diff |
| ---- | -------- | --- | - | - | - | - | -- | -- | ---- |
| 1    | Suède    | 12  | 9 | 3 | 3 | 3 | 18 | 11 | +7   |
| 2    | Roumanie | 12  | 9 | 3 | 3 | 3 | 11 | 18 | -7   |

### Russie
| Date           | Lieu         | Match                | Score | Compétition |
| 4 mai 1913     | Empire russe | Empire russe - Suède | 1-4   | Amical      |
| 5 juillet 1914 | Suède        | Suède - Empire russe | 2-2   | Amical      |

#### Bilan
| Rang | Équipe | Pts | J | G | N | P | Bp | Bc | Diff |
| ---- | ------ | --- | - | - | - | - | -- | -- | ---- |
| 1    | Suède  | 4   | 2 | 1 | 1 | 0 | 6  | 3  | +3   |
| 2    | Russie | 1   | 2 | 0 | 1 | 1 | 3  | 6  | -3   |

| Date         | Lieu  | Match         | Score | Compétition |
| 21 août 1923 | Suède | Suède - RSFSR | 1-2   | Amical      |

| Rang | Équipe | Pts | J | G | N | P | Bp | Bc | Diff |
| ---- | ------ | --- | - | - | - | - | -- | -- | ---- |
| 1    | Russie | 3   | 1 | 1 | 0 | 0 | 2  | 1  | +1   |
| 2    | Suède  | 0   | 1 | 0 | 0 | 1 | 1  | 2  | -1   |

| Date             | Lieu                 | Match        | Score | Compétition                                            |
| 8 septembre 1954 | Union soviétique     | URSS - Suède | 7-0   | Amical                                                 |
| 26 juin 1955     | Suède                | Suède - URSS | 0-6   | Amical                                                 |
| 19 juin 1958     | Suède                | Suède - URSS | 2-0   | Coupe du monde de football de 1958                     |
| 18 avril 1962    | Suède                | Suède - URSS | 0-2   | Amical                                                 |
| 22 mai 1963      | Union soviétique     | URSS - Suède | 0-1   | Amical                                                 |
| 13 mai 1964      | Suède                | Suède - URSS | 1-1   | Éliminatoires du Championnat d'Europe de football 1964 |
| 27 mai 1964      | Union soviétique     | URSS - Suède | 3-1   | Éliminatoires du Championnat d'Europe de football 1964 |
| 1er août 1968    | Suède                | Suède - URSS | 2-2   | Amical                                                 |
| 6 août 1969      | Union soviétique     | URSS - Suède | 0-1   | Amical                                                 |
| 6 août 1972      | Suède                | Suède - URSS | 4-4   | Amical                                                 |
| 5 août 1973      | Union soviétique     | URSS - Suède | 0-0   | Amical                                                 |
| 19 avril 1979    | Union soviétique     | URSS - Suède | 2-0   | Amical                                                 |
| 29 avril 1980    | Suède                | Suède - URSS | 1-5   | Amical                                                 |
| 3 juin 1982      | Suède                | Suède - URSS | 1-1   | Amical                                                 |
| 20 août 1986     | Suède                | Suède - URSS | 0-0   | Amical                                                 |
| 18 avril 1987    | Union soviétique     | URSS - Suède | 1-3   | Amical                                                 |
| 2 avril 1988     | Allemagne de l'Ouest | URSS - Suède | 0-2   | Tournois amical                                        |
| 13 juin 1991     | Suède                | Suède - URSS | 2-3   | Tournois amical                                        |

| Rang | Équipe           | Pts | J  | G | N | P | Bp | Bc | Diff |
| ---- | ---------------- | --- | -- | - | - | - | -- | -- | ---- |
| 1    | Union soviétique | 27  | 18 | 7 | 6 | 5 | 37 | 21 | +16  |
| 2    | Suède            | 21  | 18 | 5 | 6 | 7 | 21 | 37 | -16  |

| Date             | Lieu       | Match          | Score | Compétition                                |
| 24 juin 1994     | États-Unis | Suède - Russie | 3-1   | Coupe du monde 1994                        |
| 19 août 1998     | Suède      | Suède - Russie | 1-0   | Amical                                     |
| 21 août 2002     | Russie     | Russie - Suède | 1-1   | Amical                                     |
| 18 juin 2008     | Autriche   | Russie - Suède | 2-0   | Euro 2008                                  |
| 5 septembre 2014 | Solna      | Suède - Russie | 1-1   | Qualifications pour l'Euro 2016 (Groupe G) |
| 5 septembre 2015 | Moscou     | Russie - Suède | 1-0   | Qualifications pour l'Euro 2016 (Groupe G) |

| Rang | Équipe | Pts | J | G | N | P | Bp | Bc | Diff |
| ---- | ------ | --- | - | - | - | - | -- | -- | ---- |
| 1    | Suède  | 8   | 6 | 2 | 2 | 2 | 6  | 6  | 0    |
| 2    | Russie | 8   | 6 | 2 | 2 | 2 | 6  | 6  | 0    |

#### Bilan total
| Rang | Équipe | Pts | J  | G  | N | P  | Bp | Bc | Diff |
| ---- | ------ | --- | -- | -- | - | -- | -- | -- | ---- |
| 1    | Russie | 39  | 27 | 10 | 9 | 8  | 48 | 34 | +14  |
| 2    | Suède  | 33  | 27 | 8  | 9 | 10 | 34 | 48 | -14  |

## S

### Sénégal
| Date         | Lieu | Match           | Score  | Compétition                              |
| 16 juin 2002 | Oita | Suède - Sénégal | 1-2 ap | Coupe du monde 2002 (Huitième de finale) |

#### Bilan
| Rang | Équipe  | Pts | J | G | N | P | Bp | Bc | Diff |
| ---- | ------- | --- | - | - | - | - | -- | -- | ---- |
| 1    | Sénégal | 3   | 1 | 1 | 0 | 0 | 2  | 1  | +1   |
| 2    | Suède   | 0   | 1 | 0 | 0 | 1 | 1  | 2  | -1   |

### Serbie
| Date              | Lieu     | Match          | Score | Compétition                           |
| 9 juin 2022       | Solna    | Suède - Serbie | 0-1   | Ligue des nations de l'UEFA 2022-2023 |
| 24 septembre 2022 | Belgrade | Serbie - Suède | 4-1   | Ligue des nations de l'UEFA 2022-2023 |

#### Bilan
| Rang | Équipe | Pts | J | G | N | P | Bp | Bc | Diff |
| ---- | ------ | --- | - | - | - | - | -- | -- | ---- |
| 1    | Serbie | 6   | 2 | 2 | 0 | 0 | 5  | 1  | +4   |
| 2    | Suède  | 0   | 2 | 0 | 0 | 2 | 1  | 5  | -4   |

### Slovénie
| Date              | Lieu      | Match            | Score | Compétition                           |
| 26 mai 2008       | Göteborg  | Suède - Slovénie | 1-0   | Match amical                          |
| 30 mai 2016       | Malmö     | Suède - Slovénie | 0-0   | Match amical                          |
| 2 juin 2022       | Ljubljana | Slovènie - Suède | 0-2   | Ligue des nations de l'UEFA 2022-2023 |
| 27 septembre 2022 | Solna     | Suède - Slovénie | 1-1   | Ligue des nations de l'UEFA 2022-2023 |

#### Bilan
| Rang | Équipe   | Pts | J | G | N | P | Bp | Bc | Diff |
| ---- | -------- | --- | - | - | - | - | -- | -- | ---- |
| 1    | Suède    | 8   | 4 | 2 | 2 | 0 | 4  | 1  | +3   |
| 2    | Slovénie | 2   | 4 | 0 | 2 | 2 | 1  | 4  | -3   |

### Slovaquie
Liste des confrontations
|   | Date            | Lieu              | Match             | Score | Competition                             |
| - | --------------- | ----------------- | ----------------- | ----- | --------------------------------------- |
| 1 | 11 octobre 2000 | Bratislava        | Slovaquie - Suede | 0-0   | Éliminatoires de la Coupe du monde 2002 |
| 2 | 2 juin 2001     | Stockholm         | Suède - Slovaquie | 2-0   | Éliminatoires de la Coupe du monde 2002 |
| 3 | 16 octobre 2018 | Solna             | Suède - Slovaquie | 1-1   | Match amical                            |
| 4 | 18 juin 2021    | Saint-Pétersbourg | Suède - Slovaquie | 1-0   | Euro 2021                               |

#### Bilan
| Rang | Équipe    | Pts | J | G | N | P | Bp | Bc | Diff |
| ---- | --------- | --- | - | - | - | - | -- | -- | ---- |
| 1    | Suède     | 8   | 4 | 2 | 2 | 0 | 4  | 1  | +3   |
| 2    | Slovaquie | 2   | 4 | 0 | 2 | 2 | 1  | 4  | -3   |

### Suisse
| Date              | Lieu              | Match          | Score | Compétition                               |
| 6 juin 1920       | Stockholm         | Suède - Suisse | 0-1   | Match amical                              |
| 6 novembre 1927   | Zurich            | Suisse - Suède | 2-2   | Match amical                              |
| 15 juin 1930      | Stockholm         | Suède - Suisse | 1-0   | Match amical                              |
| 6 novembre 1932   | Bâle              | Suisse - Suède | 2-1   | Match amical                              |
| 21 juin 1936      | Stockholm         | Suède - Suisse | 5-2   | Match amical                              |
| 15 novembre 1942  | Zurich            | Suisse - Suède | 3-1   | Match amical                              |
| 14 juin 1943      | Stockholm         | Suède - Suisse | 1-0   | Match amical                              |
| 25 novembre 1945  | Genève            | Suisse - Suède | 3-0   | Match amical                              |
| 7 juillet 1946    | Stockholm         | Suède - Suisse | 7-2   | Match amical                              |
| 12 novembre 1950  | Genève            | Suisse - Suède | 3-0   | Match amical                              |
| 7 mai 1958        | Helsingborg       | Suède - Suisse | 3-2   | Match amical                              |
| 28 mai 1961       | Stockholm         | Suède - Suisse | 4-0   | Qualifications à la coupe du monde 1962   |
| 29 octobre 1961   | Berne             | Suisse - Suède | 3-2   | Qualifications à la coupe du monde 1962   |
| 12 novembre 1961  | Berlin Ouest      | Suisse - Suède | 2-1   | Qualifications à la coupe du monde 1962   |
| 26 avril 1972     | Genève            | Suisse - Suède | 1-1   | Match amical                              |
| 9 juin 1974       | Malmö             | Suède - Suisse | 0-0   | Match amical                              |
| 9 octobre 1976    | Bâle              | Suisse - Suède | 1-2   | Qualifications à la coupe du monde 1978   |
| 8 juin 1977       | Solna             | Suède - Suisse | 2-1   | Qualifications à la coupe du monde 1978   |
| 2 mai 1984        | Berne             | Suisse - Suède | 0-0   | Match amical                              |
| 24 septembre 1986 | Solna             | Suède - Suisse | 2-0   | Qualifications à l'Euro 1988              |
| 17 juin 1987      | Lausanne          | Suisse - Suède | 1-1   | Qualifications à l'Euro 1988              |
| 9 octobre 1991    | Lucerne           | Suisse - Suède | 3-1   | Match amical                              |
| 11 août 1993      | Borås             | Suède - Suisse | 1-2   | Match amical                              |
| 12 octobre 1994   | Berne             | Suisse - Suède | 4-2   | Qualifications à l'Euro 1996              |
| 6 septembre 1995  | Göteborg          | Suède - Suisse | 0-0   | Qualifications à l'Euro 1996              |
| 25 avril 2001     | Genève            | Suisse - Suède | 0-2   | Match amical                              |
| 27 mars 2002      | Malmö             | Suède - Suisse | 1-1   | Match amical                              |
| 3 juillet 2018    | Saint-Pétersbourg | Suède - Suisse | 1-0   | Coupe du monde 2018 (Huitièmes de finale) |

Bilan
- Total de matchs disputés : 28
- Victoires de l'équipe de Suède : 11
  - Plus large victoire : 7-2
  - Total des buts marqués : 45
- Victoires de l'équipe de Suisse : 10
  - Plus large victoire : 3-0
  - Total des buts marqués : 40
- Match nul : 7

## T

### Thaïlande
| Date            | Lieu    | Match            | Score | Compétition  |
| 11 février 1997 | Bangkok | Thaïland - Suède | 0 - 0 | Match amical |
| 16 février 1997 | Bangkok | Thaïland - Suède | 1 - 3 | Match amical |
| 20 février 2003 | Bangkok | Thaïland - Suède | 1 - 4 | Match amical |

#### Bilan
| Rang | Équipe    | Pts | J | G | N | P | Bp | Bc | Diff |
| ---- | --------- | --- | - | - | - | - | -- | -- | ---- |
| 1    | Suède     | 7   | 3 | 2 | 1 | 0 | 7  | 2  | +5   |
| 2    | Thaïlande | 1   | 3 | 0 | 1 | 2 | 2  | 7  | -5   |

### Trinité-et-Tobago
| Date         | Lieu     | Match                      | Score | Compétition                    |
| 10 juin 2006 | Dortmund | Suède - Trinidad-et-Tobago | 0 - 0 | Coupe du monde 2006 (groupe B) |

#### Bilan
| Rang | Équipe            | Pts | J | G | N | P | Bp | Bc | Diff |
| ---- | ----------------- | --- | - | - | - | - | -- | -- | ---- |
| 1    | Suède             | 1   | 1 | 0 | 1 | 0 | 0  | 0  | 0    |
| 2    | Trinité-et-Tobago | 1   | 1 | 0 | 1 | 0 | 0  | 0  | 0    |

### Tunisie
| Date            | Lieu  | Match           | Score | Compétition  |
| 28 février 1976 | Tunis | Tunisie - Suède | 1-1   | Match amical |
| 22 avril 1992   | Tunis | Tunisie - Suède | 0-1   | Match amical |
| 12 février 2003 | Radès | Tunisie - Suède | 1-0   | Match amical |

#### Bilan
| Rang | Équipe  | Pts | J | G | N | P | Bp | Bc | Diff |
| ---- | ------- | --- | - | - | - | - | -- | -- | ---- |
| 1    | Suède   | 4   | 3 | 1 | 1 | 1 | 2  | 2  | 0    |
| 2    | Turquie | 4   | 3 | 1 | 1 | 1 | 2  | 2  | 0    |

### Turquie
| Date           | Lieu      | Match           | Score | Compétition          |
| 15 juin 2000   | Eindhoven | Suède - Turquie | 0-0   | Euro 2000 (Groupe B) |
| 6 février 2008 | Istanbul  | Turquie - Suède | 0-0   | Match amical         |

#### Bilan
| Rang | Équipe  | Pts | J | G | N | P | Bp | Bc | Diff |
| ---- | ------- | --- | - | - | - | - | -- | -- | ---- |
| 1    | Suède   | 2   | 2 | 0 | 2 | 0 | 0  | 0  | 0    |
| 2    | Turquie | 2   | 2 | 0 | 2 | 0 | 0  | 0  | 0    |

## U

### Ukraine
Voici la liste des confrontations entre l'équipe d'Ukraine de football et l'équipe de Suède de football :
| Date         | Lieu    | Match           | Score  | Compétition          |
| 11 juin 2012 | Kiev    | Ukraine - Suède | 2-1    | Euro 2012 (groupe D) |
| 29 Juin 2021 | Glasgow | Suède - Ukraine | 1-2 ap | Euro 2020 (Round 16) |

#### Bilan
| Rang | Équipe  | Pts | J | G | N | P | Bp | Bc | Diff |
| ---- | ------- | --- | - | - | - | - | -- | -- | ---- |
| 1    | Ukraine | 6   | 2 | 2 | 0 | 0 | 4  | 2  | +2   |
| 2    | Suède   | 0   | 2 | 0 | 0 | 2 | 2  | 4  | -2   |

### Uruguay
| Date            | Lieu       | Match           | Score | Compétition                        |
| 13 juillet 1950 | São Paulo  | Uruguay - Suède | 3-2   | Coupe du monde 1950 (Poule finale) |
| 10 juin 1970    | Puebla     | Suède - Uruguay | 1-0   | Coupe du monde 1970 (Groupe B)     |
| 23 juin 1974    | Düsseldorf | Suède - Uruguay | 3-0   | Coupe du monde 1974 (Groupe C)     |

#### Bilan
| Rang | Équipe  | Pts | J | G | N | P | Bp | Bc | Diff |
| ---- | ------- | --- | - | - | - | - | -- | -- | ---- |
| 1    | Suède   | 6   | 3 | 2 | 0 | 1 | 6  | 3  | +3   |
| 2    | Uruguay | 3   | 3 | 1 | 0 | 2 | 3  | 6  | -3   |

## Y

### Yougoslavie
| Date           | Lieu       | Match               | Score | Compétition                                  |
| 3 juillet 1974 | Düsseldorf | Suède - Yougoslavie | 2-1   | Coupe du monde 1974 (Second tour - Groupe 2) |

#### Bilan
| Rang | Équipe      | Pts | J | G | N | P | Bp | Bc | Diff |
| ---- | ----------- | --- | - | - | - | - | -- | -- | ---- |
| 1    | Suède       | 3   | 1 | 1 | 0 | 0 | 2  | 1  | +1   |
| 2    | Yougoslavie | 0   | 1 | 0 | 0 | 1 | 1  | 2  | -1   |